# Invasió russa d'Ucraïna del 2022
|  | Aquest article es refereix a una campanya militar que va seguir a la crisi russo-ucraïnesa de 2021-2022 durant la Guerra russo-ucraïnesa. |

La invasió russa d'Ucraïna del 2022 és un enfrontament armat en curs que va començar el 24 de febrer del 2022, quan Rússia inicià accions militars contra Ucraïna. La campanya va començar després d'una acumulació militar prolongada i el reconeixement rus de les repúbliques autoproclamades de Donetsk i Luhansk els dies anteriors a la invasió, seguit de l'entrada de les Forces Armades de Rússia a la regió del Donbàs, a l'est d'Ucraïna, el 21 de febrer de 2022.
Cap a les 06:00 hora de Moscou (UTC+3), el president rus Vladímir Putin va anunciar una «operació militar especial» a l'est d'Ucraïna; minuts més tard, hi hagueren atacs amb míssils a diversos punts del país, inclosa la capital Kíiv. El Servei Estatal de Guàrdia Fronterera d'Ucraïna va declarar que les zones frontereres amb Rússia i Belarús havien estat atacades. Diversos països, entre ells de la Unió Europea, van condemnar els atacs a Ucraïna i la seva invasió, i van imposar severes sancions contra l'economia russa i belarussa.
La invasió, amb més de cinc milions d'ucraïnesos que han fugit de la guerra i sortit del país, ha generat la crisi més important de refugiats a Europa d'ençà de la Segona Guerra Mundial. Una gran part dels exiliats han estat acollits als països veïns inicialment, sobretot a Polònia (gairebé 2 milions de persones), Romania (uns 450.000 individus) i Moldàvia (més de 300.000 refugiats).
Després de les victòries i guanys territorials russos inicials, Ucraïna va iniciar diverses contraofensives. El 2 d'abril, les autoritats ucraïneses van afirmar que tota la regió de Kíiv havia estat reconquerida. El 6 de setembre de 2022, les forces ucraïneses van llançar una contraofensiva sorpresa a la regió de Khàrkiv. El 12 de setembre les Forces Armades d'Ucraïna van iniciar una contraofensiva a l'óblast de Kherson, al nord del riu Dniéper, que va acabar amb la retirada russa el 9 de novembre.
Durant la tardor del 2022 i l'hivern el front es va mantenir essencialment estàtic, en una guerra de posicions que la campanya d'hivern de Rússia pràcticament no va moure. El dia 12 de gener els mercenaris del Grup Wagner van aconseguir conquerir Soledar, al nord de Bakhmut, en el que va ser la primera victòria russa des de l'estiu de 2022. No va ser fins al 20 de maig que el cap del grup de mercenaris va afirmar que havien pogut conquerir la totalitat de Bakhmut, i que procedia a la retirada de la ciutat per traspassar-ne el control a l'exèrcit rus regular.
A finals d'abril Ucraïna va llançar una ofensiva d'interdicció sobre la logística i rereguarda russa al llarg de tot el front, tant al nord (regió russa de Bélgorod), l'est a Donetsk com al sud a Zaporíjia. L'11 de maig del 2023 el Regne Unit va confirmar que havia lliurat míssils de creuer Storm Shadow a Ucraïna; era el primer cop que Ucraïna rebia dels seus aliats occidentals municions de llarg abast, i que va impulsar els atacs sobre la logística i comunicacions russes.
El 26 de juliol Ucraïna va intensificar la contraofensiva, iniciant un atac més massiu i amb unitats de combat més grans i més ús d'equipament militar occidental. A l'est, al front de Bakhmut, van avançar en l'intent d'envoltar pels flancs Bakhmut. Al front de Zaporíjia, al sud del país, van recuperar la població de Staromaiorske en l'eix de Velika Novosilka, i van iniciar el flanqueig de Robòtine a l'eix més occidental d'Oríkhiv. Amb aquestes incursions van arribar per primer cop a la línia fortificada russa, un cop havien aconseguit trencar les defenses avançades russes les setmanes anteriors en aquests dos punts.
Rússia va tornar a l'ofensiva al front de l'est a principis d'octubre, quan va aturar la contraofensiva ucraïnesa, i va iniciar una sèrie d'onades d'infanteria per recuperar terreny a Bakhmut i, sobretot, Avdíivka i Màrinka.
Segons les dades d'una suposada filtració de documents del Pentàgon de principis d'abril del 2023, fins al mes de febrer Rússia va tenir entre 189.500 i 223.000 baixes (xifra que alhora coincidia amb l'estimació britànica de 220.000 víctimes anterior), de les quals 43.000 morts en combat (relació aproximada d'1:5). Per la banda ucraïnesa la filtració mostrava entre 124.500 i 131.000 víctimes, entre elles 17.500 morts (relació 1:7).

## Rerefons
Després de la dissolució de la Unió Soviètica el 1991, Ucraïna i Rússia van continuar mantenint estrets llaços. L'any 1994, Ucraïna va acordar abandonar el seu arsenal nuclear i va signar el Memoràndum de Budapest sobre garanties de seguretat amb la condició que Rússia, el Regne Unit i els Estats Units emeteren una garantia contra les amenaces o l'ús de la força contra la integritat territorial o la independència política d'Ucraïna. Cinc anys més tard, Rússia va ser un dels signants de la Carta per a la Seguretat Europea, on «va reafirmar el dret inherent de tots i cadascun dels estats participants a ser lliures d'escollir o modificar els seus acords de seguretat, inclosos els tractats d'aliança, a mesura que evolucionen».
Tot i ser un país independent reconegut des del 1991, com a república constituent de l'antiga URSS, Ucraïna continuava essent percebuda pel lideratge de Rússia com a part de la seua esfera d'influència. El 2008, el president rus Vladímir Putin es va pronunciar en contra de la possible adhesió d'Ucraïna a l'Organització del Tractat de l'Atlàntic Nord (OTAN). L'any 2009, l'analista romanès Iulian Chifu i els seus coautors van opinar que pel que fa a Ucraïna, Rússia ha perseguit una versió actualitzada de la Doctrina Bréjnev, que dicta que la sobirania d'Ucraïna no pot ser més gran que la dels estats membres del Pacte de Varsòvia. Abans de l'enfonsament de l'esfera d'influència soviètica a finals dels huitanta i principis dels noranta. El punt de vista es basa en la premissa que les accions de Rússia per aplacar Occident a principis dels anys noranta s'haurien d'haver rebut amb reciprocitat d'Occident, sense l'expansió de l'OTAN al llarg de la frontera de Rússia.
Després de setmanes de protestes com a part del moviment Euromaidan (2013-2014), el dia 20 de febrer els antiavalots del govern pro-rus van matar a un centenar de manifestants quan aquests van trencar el cordó de seguretat, en el que després s'ha commemorat anualment a Ucraïna com a «Dia dels 100 herois celestials». El president ucraïnès pro-rus, Víktor Ianukòvitx, i els líders de l'oposició parlamentària d'Ucraïna van signar el 21 de febrer de 2014 un acord que demanava eleccions anticipades. L'endemà, Ianukòvitx va fugir de Kíiv per a refugiar-se a Rússia abans d'una votació de destitució que el va fer fora com a president. Els líders de les regions orientals d'Ucraïna, de parla russa, van continuar reconeixent Ianukòvitx, provocant les protestes prorusses a Ucraïna de 2014. Els disturbis van ser seguits per l'annexió de Crimea per Rússia el març del 2014 i la Guerra al Donbàs, que va començar l'abril del 2014 amb la creació dels quasi-estats de les Repúbliques Populars de Donetsk i Luhansk.
El 14 de setembre del 2020, el president ucraïnès, Volodímir Zelenski, va aprovar la nova estratègia de seguretat nacional d'Ucraïna, «que preveu el desenvolupament d'una associació distintiva amb l'OTAN amb l'objectiu de ser membre de l'OTAN». El 24 de març del 2021, Zelenski va signar el Decret núm. 117/2021 pel qual s'aprova l'«estratègia de desocupació i reintegració del territori temporalment ocupat de la República Autònoma de Crimea i la ciutat de Sebastòpol».
El juliol del 2021, Putin va publicar un assaig titulat Sobre la unitat històrica de russos i ucraïnesos, en què va reafirmar la seua opinió que els russos i els ucraïnesos eren «un sol poble». L'historiador nord-americà Timothy D. Snyder va descriure les idees de Putin com a imperialisme. El periodista britànic Edward Lucas ho va descriure com a revisionisme històric. Altres observadors han observat que el lideratge rus té una visió distorsionada de la Ucraïna moderna i la seua història.
El govern rus ha considerat que una possible adhesió d'Ucraïna a l'OTAN i l'ampliació de l'OTAN en general amenacen la seua seguretat nacional. Al seu torn, Ucraïna i altres països europeus veïns de Rússia han acusat Putin d'intentar l'irredemptisme rus i de dur a terme polítiques militaristes agressives.

## Preludi de la invasió
El conflicte va començar amb una important logística militar, inicialment de març a abril del 2021, i després d'octubre del 2021 a febrer del 2022. Durant la segona acumulació militar, Rússia va emetre demandes als Estats Units i l'OTAN, avançant dos esborranys de tractats que contenien sol·licituds pel que va denominar «garanties de seguretat», inclosa una promesa legalment vinculant que Ucraïna no s'incorporaria a l'OTAN així com una reducció de les tropes de l'OTAN i del material militar estacionats a Europa de l'Est, i amenaçaven amb una resposta militar no especificada si l'OTAN continuava amb una «línia agressiva».

### Acusacions russes de genocidi
El 9 de desembre del 2021, el president rus Vladímir Putin va parlar de la discriminació contra els parlants de rus fora de Rússia i va dir: «He de dir que la russofòbia és un primer pas cap al genocidi. Tant vós com jo sabem què està passant a Donbàs. Sens dubte s'assembla molt al genocidi». Rússia també va condemnar la política lingüística a Ucraïna. El 15 de febrer del 2022, Putin va dir a la premsa: «El que està passant al Donbàs és exactament un genocidi». Els mitjans de comunicació van assenyalar que, malgrat l'acusació de genocidi de Putin contra els parlants nadius de rus, el president ucraïnès Volodímir Zelenski és ell mateix un parlant nadiu de rus.
Diverses organitzacions internacionals, com ara l'Oficina de l'Alt Comissariat de les Nacions Unides per als Drets Humans, la Missió especial de vigilància de l'OSCE a Ucraïna i el Consell d'Europa, no van trobar cap prova que recolze les afirmacions russes. Les acusacions de genocidi han estat rebutjades per la Comissió Europea com a desinformació russa.
L'ambaixada estatunidenca a Ucraïna va descriure l'afirmació del genocidi rus com a «falsedat reprovable», mentre que el portaveu del Departament d'Estat dels EUA, Edward Price, va dir que Moscou estava fent estes afirmacions com a excusa per envair Ucraïna. El 18 de febrer, l'ambaixador de Rússia als EUA, Anatoli Antónov, va respondre a una pregunta sobre els funcionaris estatunidencs, que dubtaven del genocidi dels russos al Donbàs, publicant una declaració a la pàgina de Facebook de l'Ambaixada de Rússia a Washington DC que deia: «Els estatunidencs prefereixen no només ignorar els intents d'Assimilació cultural forçada dels russos a Ucraïna, sinó també aprovar-los fermament amb suport polític i militar».
El 21 de febrer, Putin també va acusar la societat ucraïnesa d'haver-se nazificat. El president d'Ucraïna, Volodímir Zelenski, és d'origen jueu, i el seu avi va ser soldat d'infanteria a l'Exèrcit Roig durant la Segona Guerra Mundial.

### Enfrontaments al Donbàs
La Guerra al Donbàs va augmentar significativament a partir del 17 de febrer del 2022. Si bé el nombre diari d'atacs durant les sis primeres setmanes del 2022 va oscil·lar entre dos i cinc, l'exèrcit ucraïnès va informar de 60 atacs el 17 de febrer. Els mitjans estatals russos també van informar de més de 20 atacs d'artilleria contra posicions separatistes el mateix dia. Per exemple, el govern ucraïnès va acusar als independentistes de bombardejar una llar d'infants a Stanytsia Luhanska amb artilleria, ferint tres civils. La República Popular de Luhansk afirmà que les forces havien sigut atacades pel govern ucraïnés amb morters, llançagranades i foc de metralladora.
El sendemà, les autoproclamades República Popular de Donetsk i la República Popular de Luhansk van ordenar evacuacions obligatòries de civils de les seues respectives capitals, tot i que s'ha observat que les evacuacions completes no es podrien completar fins que passaren alguns mesos. Els mitjans ucraïnesos van informar d'un fort augment dels bombardejos d'artilleria per part dels militants liderats per Rússia al Donbàs com a intents de provocar a l'exèrcit ucraïnès.
El 21 de febrer, el Servei Federal de Seguretat (FSB) de Rússia va anunciar que els bombardejos ucraïnesos havien destruït una instal·lació fronterera del FSB a 150 metres de la frontera entre Rússia i Ucraïna a l'óblast de Rostov. Per separat, el servei de premsa del Districte Militar del Sud va anunciar que les forces russes havien matat aquell dia al matí un grup de cinc sabotejadors prop del poble de Mitiakínskaia, óblast de Rostov, que havia penetrat la frontera des d'Ucraïna en dos vehicles de combat d'infanteria, havent estat destruïts els vehicles. Ucraïna va negar haver estat implicada en els dos incidents i els va qualificar d'operació de bandera falsa. A més, es va informar que dos soldats ucraïnesos i un civil van morir per bombardeigs al poble de Zaitseve, a 30km al nord de Donetsk.
Diversos analistes, incloent-hi el lloc web d'investigació Bellingcat, van publicar proves que molts dels presumptes atacs, explosions i evacuacions al Donbàs van ser realitzats per Rússia.
El 21 de febrer, la central tèrmica de Luhansk a la República Popular de Luhansk va ser bombardejada per forces desconegudes. Segons fonts ucraïneses, la central hauria hagut de tancar com a conseqüència.

## Invasió

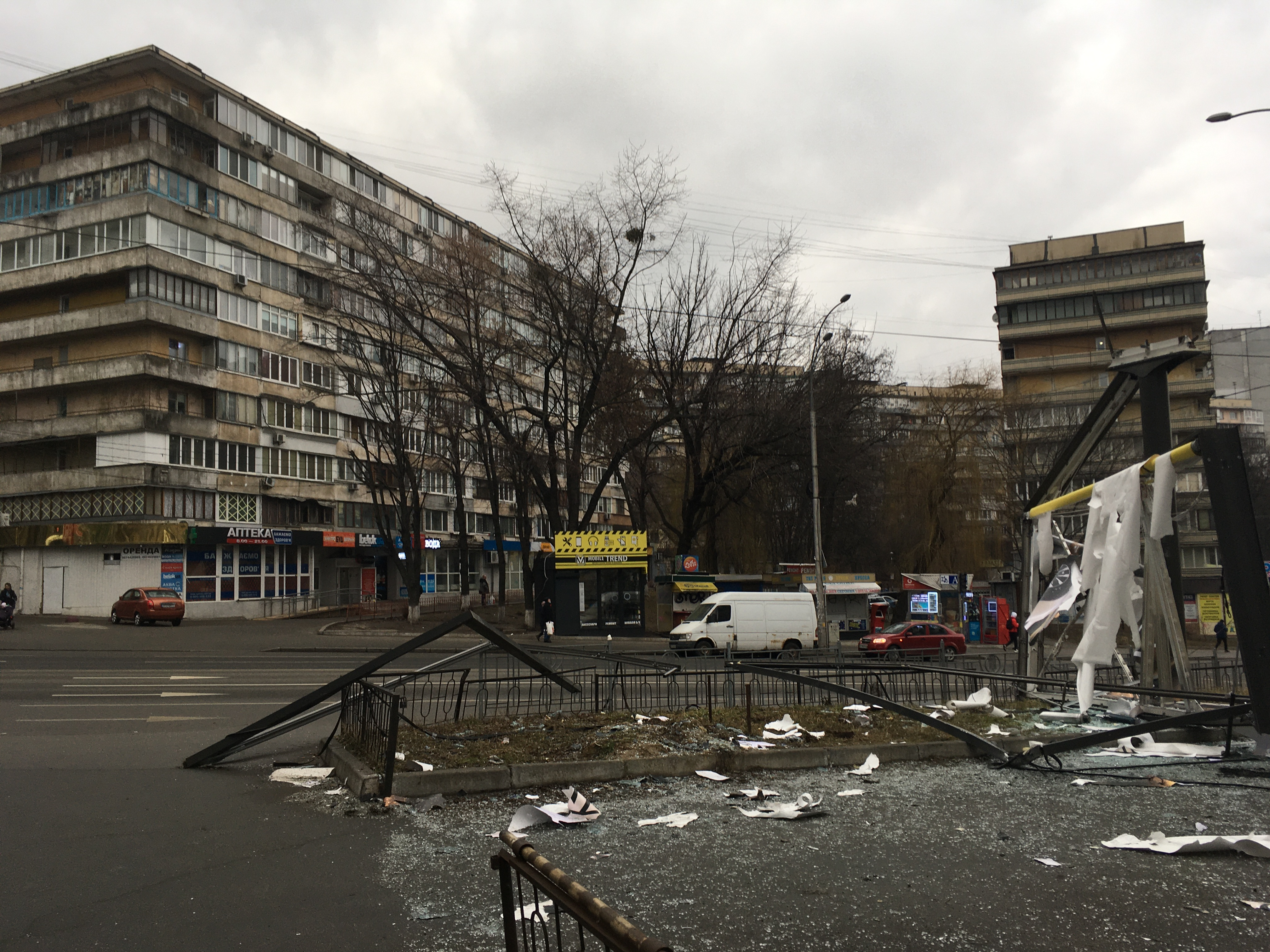
Impacte d'un atac amb míssils de Rússia a Kíiv

### Els tres primers dies de la invasió

#### 24 de gener
Poc abans de les 05:00 hora d'Ucraïna (UTC+2) (06:00 Hora de Moscou, UTC+3) del 24 de febrer, Putin va anunciar que havia pres la decisió de llançar una operació militar a l'est d'Ucraïna. En el seu discurs, Putin va dir que no hi havia plans per ocupar el territori d'Ucraïna i va afirmar que donava suport al dret dels pobles d'Ucraïna a l'autodeterminació. Putin també va afirmar que Rússia buscava la «desmilitarització» i «desnazificació» d'Ucraïna i va demanar als soldats ucraïnesos que deixessin les armes.
Pocs minuts després de l'anunci de Putin, es van registrar explosions a Kíiv, Khàrkiv, Odessa i el Donbàs. Els funcionaris ucraïnesos van dir que Rússia va desembarcar tropes a Odessa i Mariúpol i va llançar míssils de creuer i balístics als aeròdroms, quarters generals militars i dipòsits militars a Kíiv, Khàrkiv i Dniprò. Més tard, l'exèrcit ucraïnés va negar la informació sobre el desembarcament de l'exèrcit rus a Odessa.
Vehicles militars russos van entrar a Ucraïna per Senkivka en el punt on Ucraïna es troba amb Belarús i Rússia cap a les 6:48, hora local. Segons Anton Heratxenko, el ministre d'Estat ucraïnès, just després de les 06:30 (UTC+2), les forces russes estaven envaint per terra prop de la ciutat de Khàrkiv i es van informar desembarcaments amfibis a gran escala a les ciutats de Mariúpol i Odessa; Heratxenko va confirmar els desembarcaments prop d'Odessa. A les 07:40, la BBC va citar altres fonts per dir que les tropes també estaven entrant al país des de Belarús. La Força Fronterera d'Ucraïna va informar d'atacs a Luhansk, Sumi, Khàrkiv, Txernígov, Jitòmir i des de Crimea. El Ministeri de Defensa de Rússia va afirmar que les forces frontereres ucraïneses no van oposar resistència. El ministeri de l'Interior ucraïnés va informar que les forces russes havien capturat els pobles d'Horodixtxe i Milove a Luhansk.
Després d'una hora sense connexió, el Ministeri de Defensa d'Ucraïna va afirmar que havia abatut cinc avions i un helicòpter a Luhansk. Poc abans de les 07:00 (UTC+2), el president Zelenski va anunciar la introducció de la llei marcial a Ucraïna. A la vista de la sol·licitud del Ministeri de Defensa de Rússia demanant a les unitats de control de trànsit aeri d'Ucraïna que aturessin els vols, l'espai aeri sobre l'est d'Ucraïna va quedar restringit al trànsit aeri civil, i l'Agència Europea de Seguretat Aèria considerà que tota la zona era una zona de conflicte activa (EASA).
Als tancs i vehicles russos es van vore marques fetes amb pintura blanca, que representaven la lletra zeta, en combinació amb altres símbols com quadrats o triangles, emprades com a marques tàctiques de les Forces Armades de Rússia per a evitar foc amic. En aquest context de propaganda de l'imperialisme, la zeta es coneix com a ezvàstica.
Arran de la invasió, ciutadans ucraïnesos abandonaren el país, col·lapsant els accessos a Kíiv. El govern eslovac va obrir la frontera als ciutadans ucraïnesos i es produïren cues a les fronteres amb Polònia, Eslovàquia, Hongria i Romania.
Una unitat militar a Podilsk va ser atacada per forces russes, fet que va resultar en sis morts, set ferits i déneu persones desaparegudes. Una altra persona va ser morta a la ciutat de Mariúpol. Una casa a Txuguiv va ser danyada per l'artilleria russa; els seus ocupants van ser ferits i un xic va morir. Dihuit persones van ser mortes per un bombardeig rus al poble de Lipetsle (Óblast d'Odessa).
A les 10:00 (UTC+2), durant la sessió informativa de l'administració presidencial d'Ucraïna es va informar que les tropes russes havien envaït Ucraïna des del nord (fins a 5 km al sud de la frontera). Es deia que les tropes russes estaven actives a la província de Khàrkiv, a la província de Txerníhiv i prop de Sumi. El servei de premsa de Zelenski també va informar que Ucraïna havia rebutjat un atac a la província de Volínia. A les 10:30 (UTC+2), el Ministeri de Defensa d'Ucraïna va informar que les tropes russes a la província de Txerníhiv s'havien aturat, que hi havia una batalla important a prop de Khàrkiv i que Mariúpol i Txàstia havien estat totalment recuperades. L'exèrcit ucraïnès va afirmar que van ser destruïts sis avions russos, dos helicòpters i desenes de vehicles blindats. Rússia va negar haver perdut cap avió o vehicle blindat. El comandant en cap ucraïnès, Valeri Zalujni, va publicar fotos de dos soldats russos capturats dient que eren del 423è regiment de fusells de motor de la Guàrdia Yampolsky (unitat militar 91701). La 74a Brigada de Rifles Motoritzats de Rússia es va rendir a prop de Txerníhiv.

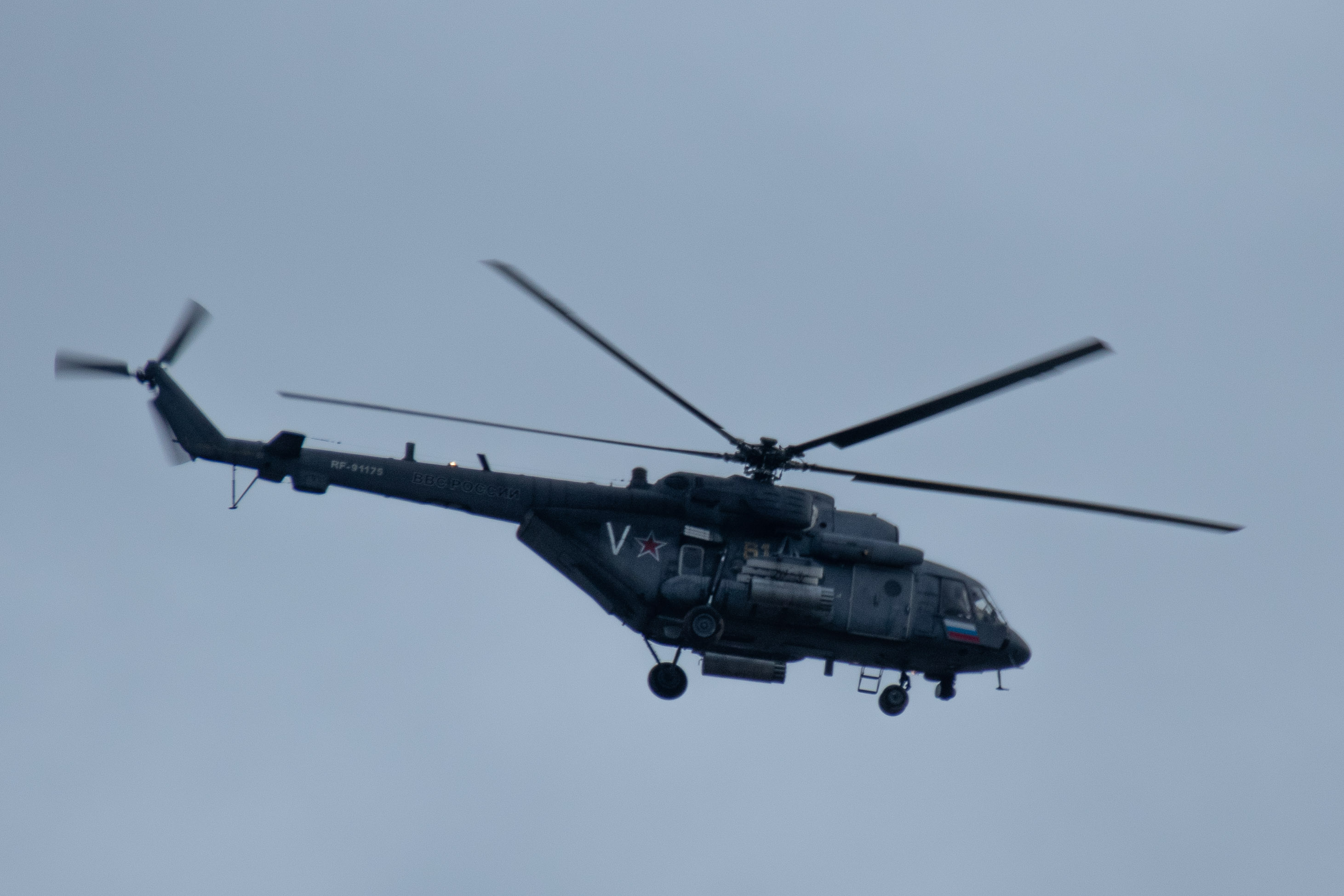
Helicòpter militar rus a Minsk (Belarús), poques hores abans de la invasió. Tenia la marca blanca de 'V', que també es va veure en els vehicles russos que atacaven des de Belarús.

Belarús va permetre el pas a les tropes russes per a envair Ucraïna des del nord. A les 11:00 (UTC+2), guàrdies fronterers ucraïnesos van reportar una ruptura de la frontera per Viltxa (Óblast de Kíiv), i la guarda fronterera de l'óblast de Jitòmir va ser bombardejada per llançadors de coet russos (presumiblement BM-21 Grad). Un helicòpter sense identificacions va bombardar Slavutych des de Belarús. A les 11:30 (UTC+2), una segona ona de bombardejos de míssils russos va apuntar les ciutats de Kíiv, Odessa, Khàrkiv, i Lviv. Es reportaren enfrontaments armats terrestres al Donetsk i Luhansk. Activistes de drets civils en Polònia van reportar un augment en l'arribada de migrants des de Belarús a Polònia. Belarús és considerada un aliat de Rússia i podria estar utilitzant els migrants com a arma, com ha ocorregut amb la crisi migratòria entre Belarús i la Unió Europea de 2021-2022. Sobre les 12:04 (UTC+2), les tropes russes van avançar des de Crimea cap a la ciutat de Nova Kakhovka de l'óblast de Kherson. Més tard aquell dia, les tropes russes van entrar la ciutat de Kherson i van controlar el Canal de Crimea del Nord, el qual els permetria reprendre abastaments d'aigua a la península.
A les 13.00 (UTC+2), mitjans de comunicació d'Ucraïna confirmaven que vehicles de combat s'aproximaven a 50 quilòmetres de Kíiv procedents de Belarús. A més, els guàrdies fronterers i les Forces Armades d'Ucraïna van informar de dos nous enfrontaments, la batalla de Sumi («en direcció a Konotop») i la batalla de Starobilsk. Posteriorment, a les 16.00 (UTC+2), el president ucraïnès Zelensky va informar que s'estaven produint combats en la Zona d'exclusió de Txernòbil, on les tropes russes intentaven prendre la Central nuclear de Txernòbil defensada per tropes de la Guàrdia Nacional d'Ucraïna, un bastió fonamental a 150 quilòmetres de Kíiv. Dues hores després, el propi govern ucraïnés va confirmar la captura de la central per part de l'exèrcit rus després d'intensos combats. En concordança amb la batalla de Txernòbil, l'exèrcit rus va prendre l'aeroport Antónov a 40 quilòmetres de Kíiv. La mateixa vesprada, l'alcalde de la capital, Vitali Klitxkó, va proclamar un toc de queda de 22.00 a 7.00, romanent el metro obert 24 hores per a servir de refugi. Després de l'èxit en la batalla de l'aeroport Antónov, els ucraïnesos van recuperar el control de la infraestructura.
Al capvespre, els combats se succeïen en diversos punts del país. Poc després de les 22.00 (UTC+2), les forces russes van capturar l'Illa de les Serps, situada en la mar Negra a 45 quilòmetres de les costes d'Ucraïna i Romania, presumptament matant els tretze guàrdies ucraïnesos presents a l'illa que es van negar a rendir-se –4 dies més tard es va saber que no havien mort i que eren presoners.
L'artilleria russa va continuar bombardejant les posicions ucraïneses a la batalla de Khàrkiv i la batalla de Mariúpol, alhora que continuaven produint-se intensos combats al nord-est del país a Sumi i al sud a Kherson. Després del setge de Sumi, les forces russes es van dirigir cap a Konotop amb l'objectiu final d'assetjar Kíiv. Finalment, els ucraïnesos aconseguiren imposar-se a la Batalla de Konotop. Al final del dia, el ministre de Sanitat ucraïnès Oleh Liaskò va confirmar la mort de 59 persones i 169 ferits durant el primer dia d'invasió, amb morts de civils reportades en Mariúpol, Khàrkiv i el sud del país. En un nou balanç, el president Volodímir Zelenski va elevar el número total de víctimes ucraïneses a 137 durant la primera jornada de guerra. El Ministeri de Defensa de Rússia també va informar que les Forces Armades de Rússia havien inhabilitat 74 instal·lacions d'infraestructura militar d'Ucraïna, entre elles 11 aeròdroms, 3 llocs de comandament importants i 18 estacions de radar en edificis de defensa antiaèria.

#### 25 de febrer

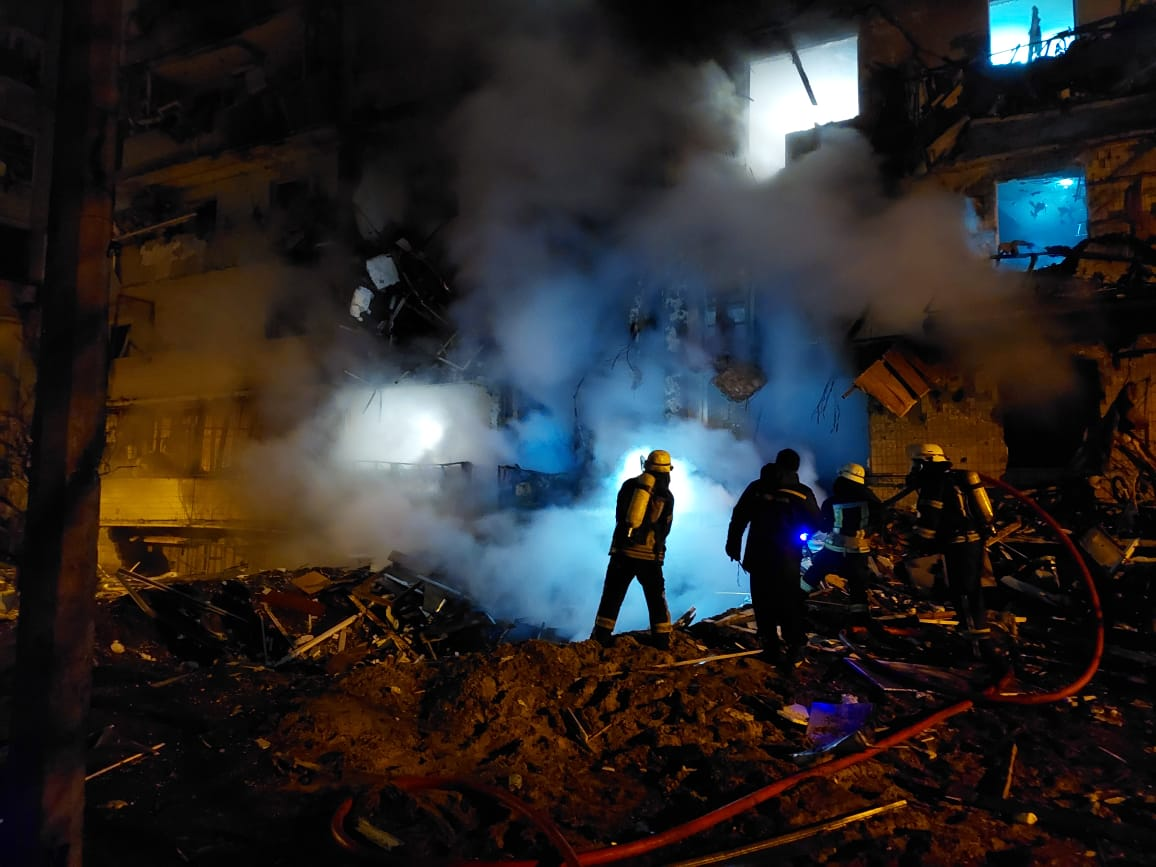
Bloc d'apartaments a Kíiv (Carrer Oleksandr Koshyts) després de ser bombardejat el 25 de febrer.

A les 01.24 (UTC+2) del 25 de febrer de 2022, el president Volodímir Zelenski ordenava la mobilització total de l'exèrcit ucraïnès durant 90 dies i la prohibició d'eixir del país per als homes entre 18 i 60 anys. A les 4.00 (UTC+2), Kíiv va ser sacsejada per dos explosions. El funcionari del Ministeri de l'Interior d'Ucraïna, Anton Herashchenko, va transmetre a través de Telegram que les explosions eren míssils balístics i de creuer dirigits a Kíiv. El mateix ministre va precisar també que un caça Sukhoi Su-27 havia estat derrocat per sistemes antiaeris sobre Kíiv. L'avió va acabar caient sobre un edifici residencial en el barri de Darnytsky, que va cremar.
El matí del 25 de febrer, Zelenski va acusar Rússia d'haver atacat llocs civils i militars en un discurs televisat. El representant del Ministeri de l'Interior ucraïnés, Vadym Denysenko, va dir que 33 edificis civils havien estat afectats en les 24 hores anteriors.
Al llarg de la matinada i el matí, continua l'ofensiva sobre Kíiv alhora que les tropes russes prenen finalment la ciutat de Melitòpol en el sud del país. Durant les primeres hores del dia es van continuar reportant combats en Hostomel, a 15 quilòmetres de Kíiv, i en la rodalia de Kherson, on les tropes ucraïneses van llançar una contraofensiva contra les tropes russes que intentaven creuar el pont cap al nord. Les columnes russes que avançaven des de Crimea s'estaven intentant dividir per a envoltar i tancar a les forces ucraïneses que lluiten en el front del Donbàs, obligant-les a abandonar les seues posicions fortificades i lluitar en camp obert.
Segons Ukrinform, durant la matinada, membres de les unitats aerotransportades ucraïneses que s'estaven enfrontant a tropes russes en la batalla d'Ivankiv van volar un pont del riu Tèteriv per a detindre una columna de tancs russos que avançaven cap a Kíiv després de prendre Txernòbil. Poc abans de les 10.00 (UTC+2), les autoritats ucraïneses van confirmar que les tropes russes havien entrat en el nord de Kíiv pel districte d'Obolon, cridant la població a preparar còctels molotov i usar-los contra els atacants. Davant la proximitat de les tropes russes amb el palau presidencial, el president Zelenski és traslladat a un búnquer secret de màxima seguretat. Mentrestant, Putin va demanar a les forces armades ucraïneses que enderrocaren al govern, al qual acusà de ser «una banda de drogoaddictes i neonazis». Per a oposar resistència a la ciutat, les autoritats ucraïneses van repartir 18.000 armes entre els civils que es presentaven voluntaris per a lluitar en les Unitats de Defensa Territorial d'Ucraïna al costat dels reservistes de l'exèrcit per a defensar la capital. Al mateix temps que Zelenski reapareix en un vídeo al costat d'altres membres del govern per a anunciar a la població que continuen a Kíiv i instant Putin a organitzar una trobada per a la negociació. Segons el portaveu del Kremlin, Dmitri Peskov, les autoritats ucraïneses van rebutjar la proposta del govern rus de dur a terme les negociacions a Minsk, sempre que l'exèrcit ucraïnés deposara les armes. Aproximadament a les 12.00 (UTC+2), Ucraïna va llançar un atac amb míssils a la base aèria de Mil·lerovo, situada en ls Óblast de Rostov, Rússia, destruint 2 Su-30.
En les últimes hores del dia, la batalla més important es continuava lliurant pel control de Kíiv. Des del migdia, les tropes ucraïneses defensaven el Pont de l'Havana, a tot just tres quilòmetres del cor del país, la Rada Suprema i de la plaça del Maidan Nezaléjnosti. El Ministeri de Defensa també va anunciar que tots els civils ucraïnesos eren elegibles per oferir-se voluntaris per al servei militar independentment de la seua edat.
L'alcalde d'Horlivka, a la República Popular de Donetsk, recolzada per Rússia, va informar que un míssil disparat per l'exèrcit ucraïnés va colpejar un edifici d'una escola local i va matar dos professors.
Zelenski va indicar que el seu govern no tenia «por de parlar d'un estatus neutral». El mateix dia, el president Putin va indicar al President de la República Popular de la Xina Xi Jinping que «Rússia està disposada a dur a terme negociacions d'alt nivell amb Ucraïna».
A la nit es reportaven també combats en l'oest de la ciutat i diferents impactes d'artilleria. En la resta del país, continuaven els combats a Kherson, Melitòpol, Khàrkiv i Odessa. A la vesprada, el Consell de la Unió Europea havia decidit llançar un segon paquet de sancions a Rússia que afectava especialment el president rus Vladímir Putin i al seu ministre d'exteriors Serguei Lavrov, als quals se'ls congelaven els seus actius, els possibles comptes que tots dos pogueren tindre en entitats comunitàries, però no impedir la seua entrada en territori comunitari. La resposta del govern rus a la Unió Europea vingué per part del seu portaveu, Maria Zakhàrova, que en declaracions per a la televisió russa afirmava que «les sancions contra el president i el ministre de Relacions Exteriors són un exemple i una demostració de la total impotència de la vostra pròpia política exterior», alhora que va amenaçar l'entrada en l'OTAN de Finlàndia i Suècia amb «greus conseqüències militars i polítiques que requeririen que el nostre país prengui mesures recíproques». Al final del dia, en un discurs televisat en directe, Volodimir Zelenski afirmava que l'exèrcit rus intentaria prendre la totalitat de Kíiv aquella mateixa nit, alhora, assegurava que seria molt més intensa que el dia i que les pròximes ciutats que rebrien un atac rus serien Txernígov, Sumi i Khàrkiv.

#### 26 de febrer

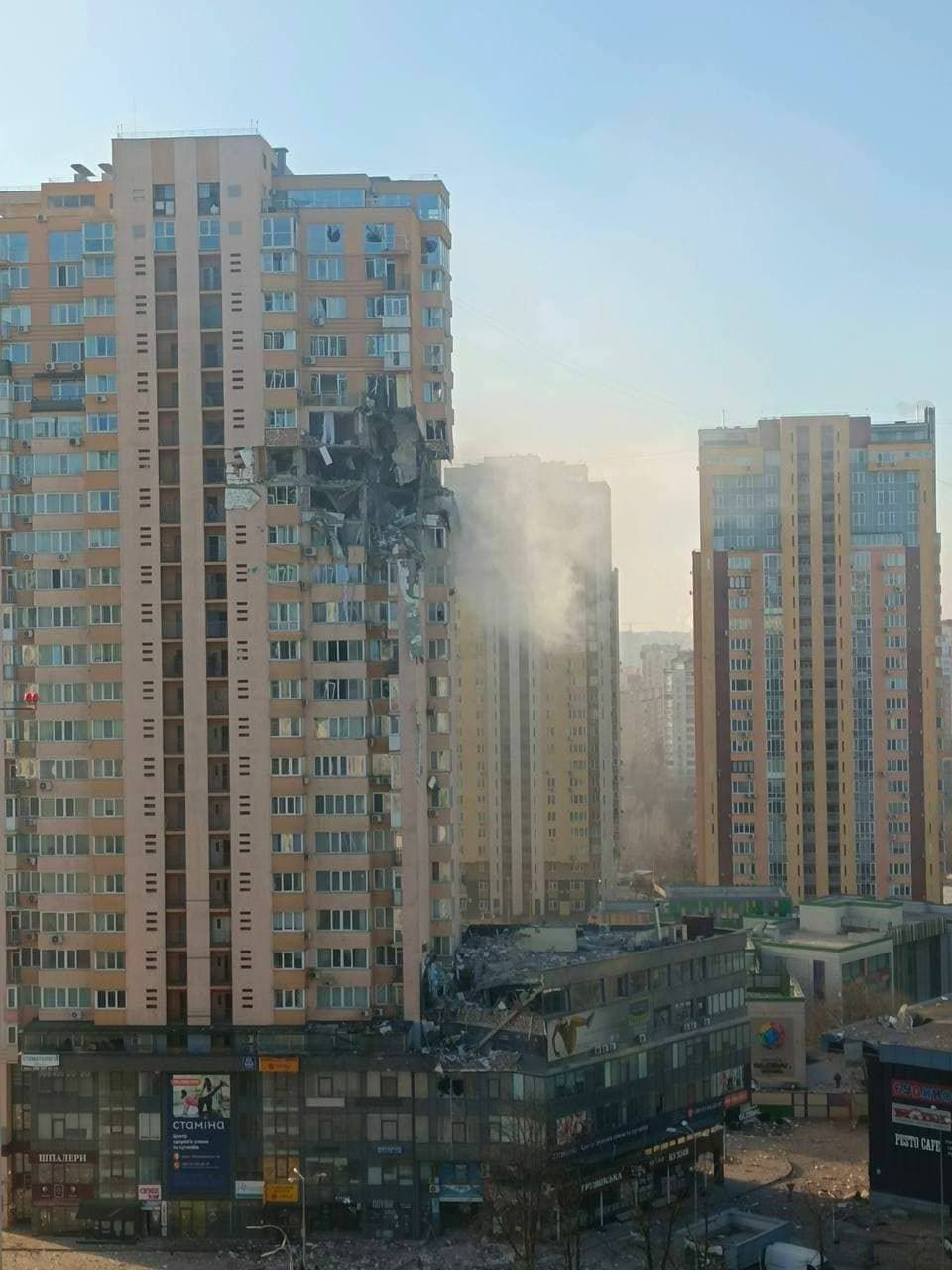
Bloc d'apartaments a Kíiv (Avinguda Valeriy Lobanovskyi) danyat per un míssil rus, 26 de febrer.

A les 00.00 (UTC+2), es va informar d'intensos combats al sud de Kíiv, prop de la ciutat de Vassilkiv. A la 01.30 (UTC+2), l'Estat Major ucraïnés afirmà que un avió de combat Sukhoi Su-27 ucraïnés va derrocar un Ilyushin Il-76 rus que transportava paracaigudistes prop de Vassilkiv. Al voltant de les 03.00 (UTC+2), es van informar més de 48 explosions en 30 minuts a Kíiv, ja que es va informar que l'exèrcit ucraïnès estava lluitant prop de la central elèctrica CHP-6 en el veïnat del nord de Troieixtxina. Segons la BBC, l'atac pot ser un intent de tallar l'electricitat a la ciutat. Es va informar d'intensos combats al voltant de la base aèria de Vassilkiv, així com prop del parc zoològic de Kíiv i el barri de Shuliavka. Mentrestant, Ucraïna va afirmar haver repel·lit un assalt rus a la ciutat de Mikolaiv en la Mar Negra.
Associated Press va informar de centenars de víctimes durant els combats nocturns a Kíiv, i també que els bombardeigs havien destruït un edifici d'apartaments, ponts i escoles. El Ministeri de Defensa de Rússia va informar que havia capturat Melitòpol, prop del mar d'Azov, encara que el ministre britànic James Heappey va qüestionar-ho.
Aquell mateix matí al voltant de les 08:00 (UTC+2), el president Volodímir Zelenski compareixia per informar sobre com havia transcorregut la nit. Va afirmar que Kíiv al final no va resultar ser envaïda per l'exèrcit rus, ja que les tropes ucraïneses havien aconseguit protegir gairebé tot el perímetre de la ciutat. Així mateix, va apuntar que no tenia cap intenció d'abandonar el país, com li havia proposat el govern dels Estats Units. A les 11:00, l'Estat Major d'Ucraïna va informar que la seua aviació havia realitzat 34 sortides en les últimes 24 hores, de manera que Rússia continuava sense aconseguir la superioritat aèria.
L'artilleria russa va bombardejar la ciutat durant més de 30 minuts. Paral·lelament, les forces ucraïneses van repel·lir un atac a una central elèctrica al barri nord-est de Troieshchyna; la BBC va suggerir que l'atac podria haver estat un «esforç per privar la ciutat d'electricitat». També es van produir forts combats a prop del Zoo de Kíiv al barri central de Shuliavka, on les forces ucraïneses van defensar una base de l'exèrcit a Prospect Peremohy. També es van produir batalles a altres carrers de Kíiv. El toc de queda es va ampliar de les 5 de la vesprada a les 8 del matí de dilluns i els infractors havien de ser considerats com a «grups de saboteig o de reconeixement russos». Reuters va informar que les connexions a Internet es van interrompre a algunes parts d'Ucraïna, especialment al sud i l'est. Segons el ministeri de Defensa del Regne Unit, el gruix de les forces russes es trobava a 19 milles del centre de Kíiv.
El representant del Ministeri de l'Interior ucraïnés, Vadym Denysenko, va declarar que les forces russes havien avançat més cap a Enerhodar i la Central nuclear de Zaporíjia. Va declarar que estaven desplegant míssils Grad allà i va advertir que podrien atacar la planta.
Un vaixell de càrrega de propietat japonesa amb 20 membres de la tripulació a bord va ser colpejat per un míssil rus la mar Negra. Un vaixell moldau, MV Millennial Spirit, també va ser bombardejat per un vaixell de guerra rus, causant ferides greus.
Ramzan Kadírov, el cap de la República Txetxena, va confirmar que les Kadírovtsi, unitats lleials a Txetxènia, també s'havien desplegat a Ucraïna per a lluitar amb el bàndol rus.
La CNN va obtenir imatges d'un sistema rus TOS-1, que porta armes termobàriques, a prop de la frontera amb Ucraïna. The Daily Telegraph va informar que els funcionaris occidentals van advertir que les armes provocarien violència indiscriminada.
Un infant de sis anys va morir i molts més van resultar ferits quan el foc d'artilleria va colpejar l'Hospital Infantil Okhmatdyt de Kíiv. L'exèrcit ucraïnés va afirmar haver fet volar un comboi de 56 camions cisterna a la Província de Txerníhiv que transportaven gasoil per a les forces russes.
Al final del dia, les forces russes havien fracassat en els seus intents d'encerclar i aïllar Kíiv, malgrat els atacs mecanitzats i aerotransportats. L'Estat Major d'Ucraïna va informar que Rússia havia compromés la seua reserva operativa al nord, composta per 17 grups tàctics de batalló (BTG) després que les forces ucraïneses aturaren l'avanç de 14 BTG al nord de Kíiv. Rússia va abandonar temporalment els intents d'apoderar-se de Txerníhiv i Khàrkiv després que es repel·liren els atacs per part de les forces ucraïneses, i va passar per alt les ciutats per continuar cap a Kíiv. L'Institut per a l'Estudi de la Guerra (ISW) va assenyalar que Ucraïna podria veure's prompte forçada a decidir entre cedir bona part de la part oriental del país o retirar les seues forces del Donbas per evitar l'encerclament. Al sud, Rússia va prendre Berdiansk i va amenaçar d'encerclar Mariúpol. L'ISW també va dir que la mala planificació i execució portava a problemes morals i logístics per a l'exèrcit rus al nord d'Ucraïna. Funcionaris nord-americans i britànics van informar que les forces russes s'enfrontaven a l'escassetat de gasolina i dièsel, fet que va provocar que els tancs i els vehicles blindats s'aturaven i frenaren el seu avanç. També van aparéixer vídeos en línia de tancs russos i vehicles blindats de transport de personal (APC) encallats a la vora de la carretera. Rússia va continuar sense utilitzar tot el seu arsenal; l'ISW va dir que això probablement evitaria les conseqüències diplomàtiques i de relacions públiques de les víctimes massives de civils, així com per evitar la creació de runes que impediren l'avanç de les seues pròpies forces.
El ministre d'interior informà al final del dia que s'havien repartit a les forces irregulars ucraïneses 25.000 rifles d'assalt, 10 milions de municions, i llançagranades.

### La setmana posterior a l'inici de la invasió

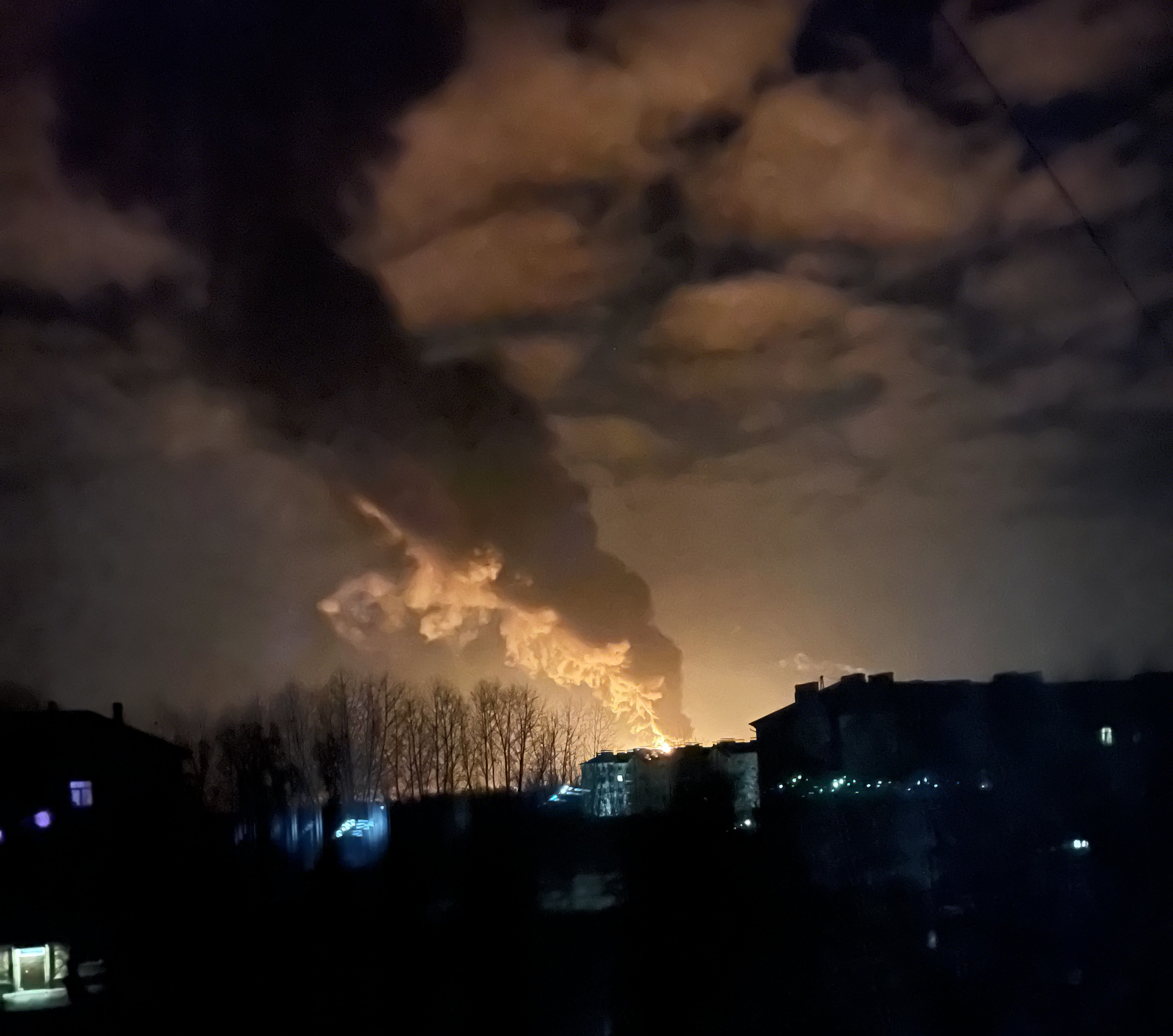
Incendi de dipòsit de petroli de Kriatxki. Matinada del 27 de febrer.

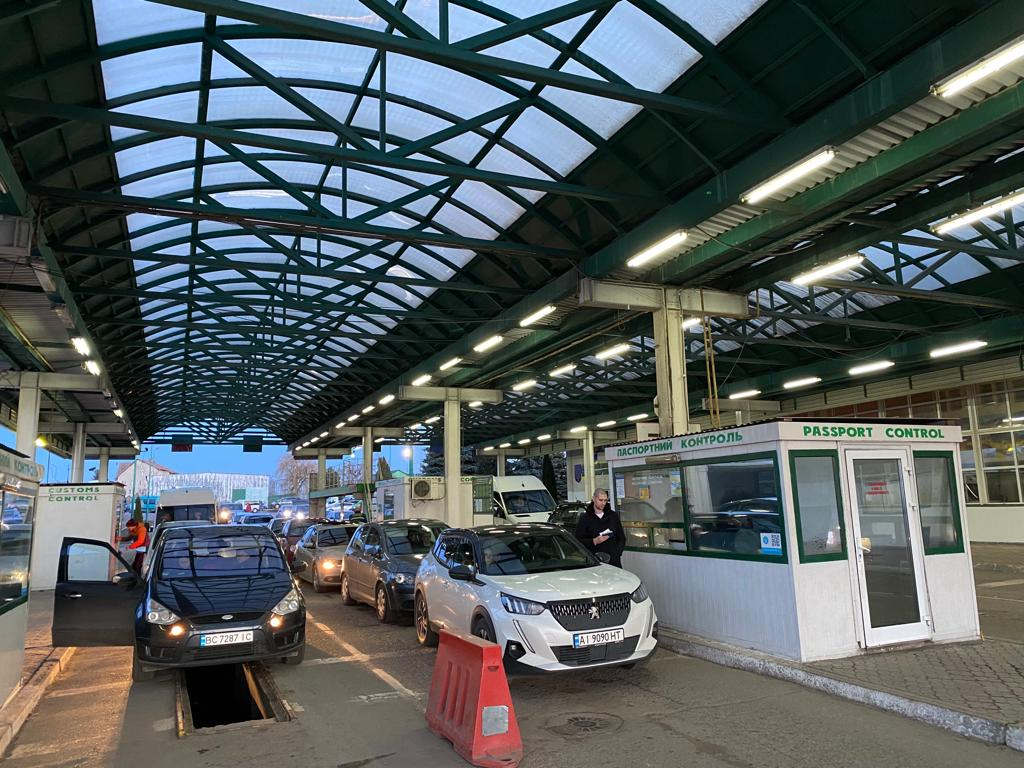
Refugiats a les fronteres occidentals d'Ucraïna.

Durant la nit del 27 de febrer, es va informar que un gasoducte fora de Khàrkiv havia estat volat per un atac rus, mentre que un dipòsit de petroli al poble de Kriatxki, a prop de Vassilkiv, va ser incendiat després de ser impactat per míssils. Els intensos combats a prop de la base aèria de Vassilkiv van impedir que els bombers apagaren el foc. L'oficina presidencial va afirmar que l'aeroport internacional de Kíiv també va ser bombardejat. Les autoritats recolzades per Rússia a l'óblast de Luhansk van afirmar que una terminal petroliera a la ciutat de Róvenki va ser colpejada per un míssil ucraïnés.
El Servei d'Emergències Estatal d'Ucraïna va rescatar 80 persones d'un edifici residencial de nou pisos a Khàrkiv després que l'artilleria russa va colpejar l'edifici, danyant-lo considerablement i matant una dona. L'alcalde de Nova Kakhovka, Vladímir Kovalenko, va declarar que les tropes russes havien ocupat la ciutat i les va acusar d'haver destruït els assentaments de Kazatski i Vesseli. Les tropes russes també van entrar a Khàrkiv, amb combats als carrers de la ciutat, inclòs al centre de la ciutat. Al mateix temps, els tancs russos van començar a avançar cap a Sumi. Mentrestant, el Ministeri de Defensa rus va anunciar que les forces russes havien envoltat completament Kherson i Berdiansk, a més de capturar Henítxesk, i l'aeroport internacional de Kherson a Txernobàievka.
El 28 de febrer, delegacions d'Ucraïna i Rússia van trobar-se en un punt de la frontera entre Ucraïna i Belarús, sense arribar a cap acord més enllà de tornar a reunir-se més endavant. Turquia va anunciar que tancava el pas de navilis militars de totes les banderes al Bòsfor, tret dels que tenen la seva base a la mar Negre en aplicació de la Convenció de Montreux.
L'1 de març, mentre una gran columna de vehicles militars s'acostava a Kíiv, Rússia va anunciar un atac sobre llocs estratègics de la ciutat, i el bombardeig a la torre de telecomunicacions va provocar que la ciutat es quedés sense senyal de televisió. El ministeri de Defensa rus va afirmar que controlava tota la costa del mar d'Azov i s'esperava encerclar completament Mariúpol i Melitòpol, per acabar amb la resistència al Donbàs i establir un corredor amb Crimea.
El 2 de març, després d'una setmana de guerra, Mariúpol, el port ucraïnès al mar d'Azov encara resistia, completament encerclada i constantment bombardejada, Kherson, estava a punt de caure, a Khàrkiv seguien els bombardeigs i es combatia casa per casa, continuava la batalla de Zaporíjia pel control de la Central nuclear de Zaporíjia, i Kíiv seguia pendent de ser encerclada per una gran columna de blindats.
Durant el dia 3 de març es va dur a terme una segona ronda de negociacions, aquest cop a Bielavièjskaia Puixtxa, Belarús, en la que delegació de Rússia, encapçalada per Vladímir Medinski va demanar la desmilitarització del país, que Ucraïna reconegués la sobirania russa sobre Crimea i de les repúbliques del Donbàs, i que no entrés a l'OTAN, mentre que Ucraïna, encapçalada per Mikhailo Podoliak demanava l'alto el foc immediat, un armistici, corredors humanitaris per a l'evacuació de civils de pobles/ciutats destruïts o constantment bombardejats, va escriure Podoliak a les xarxes socials. S'hi va acordar la formació de passos segurs per a l'evacuació de civils en localitats destruïdes o sota el foc. Les autoritats ucraïneses van informar que Kherson estava en control rus.
El 5 de març, el Ministeri de Defensa de Rússia va anunciar un alto el foc a partir de les 10.00 hora de Moscou per a l'obertura de corredors humanitaris per a la sortida de civils de Mariúpol i Volnovakha.

### Setge de Mariúpol
Les forces russes van bombardejar la ciutat amb artilleria el 24 de febrer i el 25 de febrer van avançar cap a Mariúpol des del territori de la RPD en l'est, trobant-se amb els ucraïnesos en una batalla a prop del llogaret de Pavlopil. El 15 d'abril la situació era crítica i els combats ferotges. La fàbrica d'acer d'Azovstal, el cor d'una de les bosses de resistència restants, estava ben defensada i descrita com una «fortalesa dins d'una ciutat», ja que la planta siderúrgica era un complex enorme que dificultava la localització de les forces ucraïneses i tenia tallers que eren difícils de destruir des de l'aire. A més, el complex contenia un sistema de túnels subterranis, que faria que la neteja de tot el complex fos difícil. El 16 d'abril les forces russes van capturar la base de la 12a Brigada Operativa de la Guàrdia Nacional d'Ucraïna a l'oest de Mariupol i el setge va acabar el 16 de maig del 2022, després de la rendició del batalló Azov a la siderúrgia Azovstal.

### Ofensiva de l'est d'Ucraïna
L'Ofensiva de l'est d'Ucraïna va ser el teatre d'operacions dels tres óblasts de l'est d'Ucraïna: l'oblast de Donetsk i l'oblast de Luhansk (col·lectivament el Donbàs) i l'óblast de Khàrkiv, en una escalada de la guerra al Donbàs que es duia a terme entre Ucraïna i separatistes prorussos des del 2014. Va ser un dels principals escenaris de l'ofensiva, i es va considerar la segona fase estratègica de la invasió russa després de la retirada de Kíiv i resta del front nord.
Les tropes van progressar de l'est cap al centre i l'oest del país, i malgrat la resistència ucraïnesa, van anat caient la ciutat de Mikolaiv, i els ports de Kherson i Mariúpol. El 3 de juliol de 2022 després de la batalla de Lissitxansk, Rússia, LPR i DPR havien capturat les ciutats de Mariúpol, Sievierodonetsk, Rubijne, Lissitxansk i Izium entre d'altres. El 30 de juliol, mentre es combatia a Bakhmut, bastió clau per al control sobre la part de la regió de Donetsk que seguia en mans ucraïneses, Avdíivka i Piski, el govern ucraïnès va decretar l'evacuació obligatòria a les zones de Donetsk que Rússia no controla.
La batalla de Bakhmut va seguir durant mesos, i a finals del 2022 pràcticament no s'havien produït canvis significatius, i la població seguia controlada per Ucraïna. Vladimir Putin va declarar un alto el foc unilateral per als dies 6 i 7 de gener, Nadal ortodox, però no es va complir.
Durant la primera setmana del 2023, en especial el 6 i 7 de gener del 2023, es va produir una intensificació de l'ofensiva sobre Bakhmut per part dels mercenaris de Wagner sobretot, intentant però un encerclament a través de Soledar i Krasnopolivka al nord i Krasna Hora al sud, davant la impossibilitat de l'atac frontal. El dia 12 de gener els mercenaris del Grup Wagner van aconseguir conquerir la totalitat de Soledar.
Una setmana després, Rússia va reobrir l'ofensiva sobre Vuhledar que el mes de novembre va haver d'aturar a Pàvlinka per les pèrdues patides. Malgrat que a final de gener de 2023 no havia aconseguit l'objectiu d'un trencament, s'hi mantenia una lluita ferotge per part de les divisions amfíbies destinades a la zona. L'1 de febrer tanmateix va anunciar l'aturada de «l'ofensiva activa» a Vuhledar novament, ateses les pèrdues humanes i materials patides en el nou intent. Des d'aleshores Rússia ha anat acumulant tropes a la zona.
A principis de febrer de 2023 se seguien produint petits avanços russos al voltant de Bakhmut, a base d'onades consecutives d'infanteria de Wagner sense suport mecanitzat que, malgrat provocar moltes pèrdues humanes, aconseguien anar avançant alguns metres cada dia. Per contra, es mantenia estable el front de Kreminnà i Svàtove, on semblava que els russos havien pogut frenar l'ofensiva ucraïnesa de mesos enrere, mentre que a Donetsk i Vuhledar eren les forces ucraïneses les que mantenien a ratlla els atacs russos. El 7 de febrer, els mercenaris de Grup Wagner seguien intensificant l'atac sobre Bakhmut, arribant a reduir a una sola carretera practicable l'entrada i sortida ucraïnesa de la ciutat.
El 12 de febrer, els mercenaris de Wagner van prendre finalment el municipi de Krasna Hora, al nord de Bakhmut, havent-se'n retirat les forces ucraïneses de forma ordenada i sense embossaments. Al front de Vuhledar, en canvi, tornaven a patir quantioses pèrdues materials i humanes amb l'enèsim intent d'ofensiva dels dies anteriors, en aquest cas i a diferència dels altres fronts, amb columnes de mecanitzats intentant envoltar el nucli urbà. Les pèrdues russes en aquest darrer intent fallit sobre Vuhledar li va costar a Rússia perdre-hi 130 vehicles blindats, 36 carros de combat i un nombre indeterminat però molt alt de baixes.
També al front de Khàrkiv al nord, havien pogut aturar del tot l'ofensiva ucraïnesa de la tardor, i iniciar una ofensiva des de la línia Svàtove-Kreminnà, que havien mantingut sota control, en direcció a Kupiansk i Bilohórivka amb infanteria. Al front estrictament de Donetsk ciutat, pràcticament tot seguia igual que un any abans. En els darrers dos dies s'havia començat a parlar d'un possible inici de la gran ofensiva russa llargament anunciada, però sense cap consens ni acord al respecte, excepte l'evidència de l'augment molt important en la intensitat dels combats i pèrdues humanes en ambdós bàndols.
El 15 de febrer es van confirmar contraatacs ucraïnesos a nord i sud de Bakhmut, que haurien frenat l'avanç rus i fet perdre el que havien guanyat en les jornades anteriors, recuperant com a mínim en part Krasna Hora, al nord. D'altra banda, Ucraïna va informar que havien abatut mitja dotzena de globus russos sobre Kíiv.
Dos dies després, i degut a l'augment de la intensificació dels bombardejos russos sobre Bakhmut i dels combats en general al seu entorn, les autoritats ucraïneses en van decretar l'evacuació dels 6.000 civils que es calculava que encara hi residien, d'una població de 71.000 abans de la guerra.
Poques coses van canviar en les següents setmanes, quan s'havia fet ja palès que hi havia una ofensiva russa. L'1 de març se seguien produint atacs de columnes de tancs i blindats russos sobre Vuhledar, sempre amb el mateix resultat de nombroses pèrdues materials i humanes. En la resta del front, més cap al nord, la tàctica seguia basant-se en el llançament d'onades d'infanteria des de Donetsk ciutat en direcció a Avdíivka, que seguia resistint des de l'inici de la invasió. Més al nord, a Bakhmut els russos i mercenaris de Wagner seguien intentant encerclar la ciutat. En aquests casos anaven aconseguint petits guanys a costa de grans pèrdues humanes. Finalment, al nord l'ofensiva havia aconseguit frenar l'avanç ucraïnès i assegurar les ciutats d'Svàtove i Kreminnà, però sense canvis significatius en direcció oest.

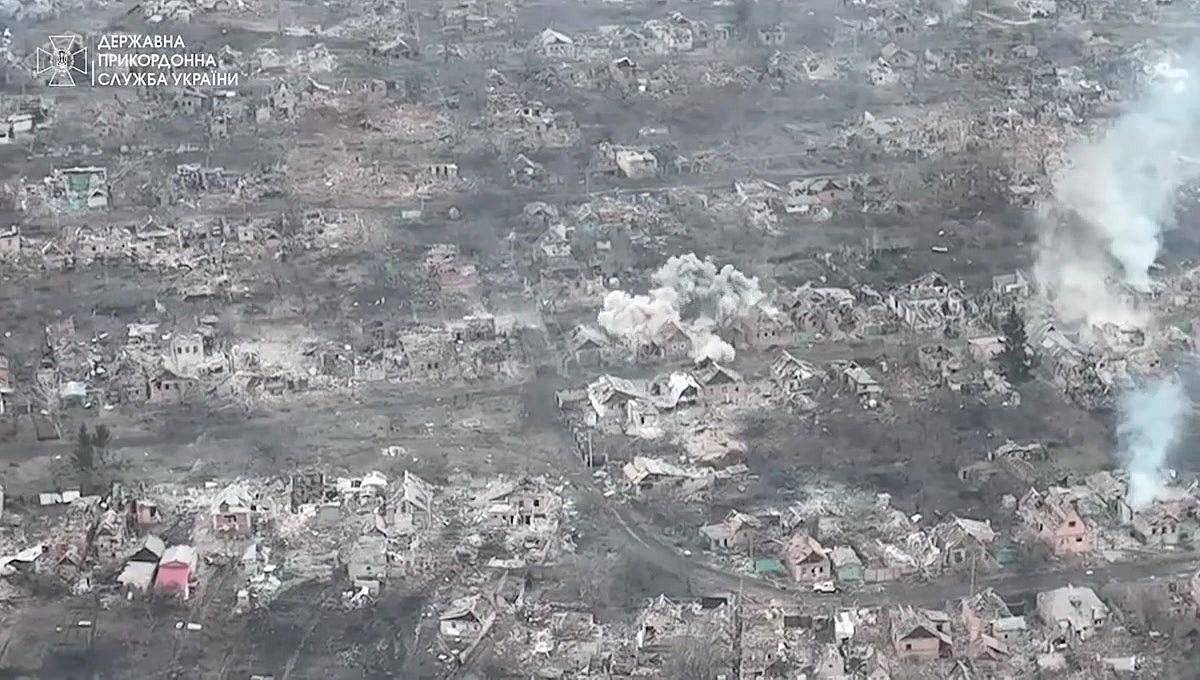
Zona residencial de Bakhmut en ruïnes (març del 2023)

El 3 de març es va produir o es va fer pública la retirada parcial de l'exèrcit ucraïnès a la part occidental de Bakhmut, fent explosionar els ponts que separen ambdues parts de la ciutat a riba i riba del riu Bakhmutovka, davant l'avanç dels mercenaris del Grup Wagner. Dies després, tanmateix, fonts ucraïneses van assegurar que mantindrien la defensa de la ciutat, i van anunciar l'enviament de nous reforços, mentre que Rússia passava a substituir algunes unitats de mercenaris russos i mobilitzats per tropes professionals aerotransportades (les anomenades VDV). Alhora però, s'apuntava que l'àrea realment prioritària per a Rússia era l'ofensiva des de la ciutat de Donetsk cap a Màrinka (al sud) i Avdíivka (al nord), on hi tenia les unitats més valuoses.
L'11 de març poc havia canviat la situació, amb un exèrcit rus provant d'envoltar Bakhmut i tallar-ne les vies de comunicació a l'oest, i seguien provant d'avançar en diferents fronts a l'entorn de Donetsk. També es van produir noves explosions a Mariúpol, tal com de fet s'havia vingut produint durant les setmanes anteriors, apuntant a una possible campanya d'interdicció ucraïnesa sobre el port de la ciutat.
L'ofensiva que Rússia va llançar a finals de gener al llarg de tot el front oriental des de Kupiansk fins a Vuhledar, seguia sense aconseguir bons resultats el 10 d'abril del 2023, amb avanços d'alguns quilòmetres a fronts com els de Bakhmut, Avdíivka i Màrinka, tots ells combats urbans, i pràcticament nuls o negatius a Kreminnà i Vuhledar, on les tropes russes van patir nombroses pèrdues humanes i materials d'unitats especialment valuoses i d'elit.
Després de molts mesos en què el Grup Wagner ha assumit el gruix de les escomeses militars al centre del front oriental (Soledar, Bakhmut), el 12 d'abril el seu màxim responsable Prigozhin va comunicar que traspassaven a l'exèrcit rus el control de les operacions als flancs nord i sud de Bakhmut, limitant-se els mercenaris al combat dins la trama urbana.
Finalment, el 27 d'abril Rússia controlava ja bona part de Bakhmut, tot i que es mantenien forts combats al nord i oest de la ciutat, però ja en el marc d'una retirada ordenada ucraïnesa, que seguia encara mantenint una via d'accés oberta per enviar-hi material i evacuar-ne els ferits.
El 12 de maig Ucraïna va avançar més de 2 km al flanc nord de Bahkmut, recuperant un territori equivalent al que Rússia li havia costat dos mesos de conquerir, consolidant els avanços més minsos dels dies previs.
El 14 de maig Ucraïna va seguir pressionant les línies russes en tot el front, recuperant en especial una desena d'assentaments als flancs nord i sud del front de Bakhmut. El Ministeri de Defensa rus va comunicar que la nit anterior havia atacat la ciutat de Ternòpil, per primer cop des de l'inici de la invasió, com a represàlia pel lliurament de materials occidentals. L'atac es va produir just abans de començar l'actuació a Eurovisió del grup ucraïnès Tvorchi, originari d'aquest indret. Durant aquest dia es va conèixer que havien mort dos coronels russos.
El 19 de maig Rússia encara no havia pogut conquerir la totalitat de Bakhmut, mentre va seguir patint fortes pèrdues a nord i sud de la ciutat. Es seguien produint atacs ucraïnesos sobre posicions de rereguarda i logística russes, com fou el cas de l'atac a helicòpters recent arribats a l'aeroport de Mariúpol.
Finalment el dia 20 de maig, Ievgheni Prigojin, el cap del Grup Wagner, va afirmar que havien pogut conquerir la totalitat de la ciutat, i l'endemà Putin va felicitar el grup de milicians per la conquesta de la ciutat. Per la banda ucraïnesa se seguia assegurant el contrari, sota la perspectiva que la batalla per Bakhmut seguia viva, en seguir recuperant terreny les forces armades ucraïneses tant al nord com al sud de la ciutat, en un intent d'encerclar-la des de les terres altes del voltant, i que la presa de les darreres edificacions era una fase més de la batalla.
Un cop completada la conquesta de la trama urbana de Bakhmut, el Grup Wagner va iniciar la retirada d'aquest teatre d'operacions el 25 de maig de 2023, traslladant a l'exèrcit regular rus la seva defensa.
Rússia va tornar a l'ofensiva al front de l'est a principis d'octubre, quan va aturar la contraofensiva ucraïnesa, i va iniciar una sèrie d'onades d'infanteria per recuperar terreny a Bakhmut i, sobretot, Avdíivka i Màrinka, per aconseguir allunyar l'artilleria ucraïnesa de la ciutat de Donetsk. Malgrat les pèrdues humanes i materials avaluades, els avanços es van anar produint lentament.
Ucraïna va confirmar el 26 de desembre la presa de la totalitat de Màrinka per part de les tropes russes, després de dos anys d'intensos combats urbans que havien deixat la ciutat completament destruïda.

### Mobilització russa
El 21 de setembre del 2022, Vladimir Putin va anunciar una mobilització parcial, parant esment en que el seu país utilitzarà «tots els mitjans» per «defensar-se». Més tard aquell dia, el ministre de defensa Sergei Shoigu va declarar que 300.000 reservistes serien convocats de manera obligatòria.
A principis de febrer de 2023, Rússia va anar acumulant tropes amb els reservistes al llarg del tot el front, segons la intel·ligència ucraïnesa amb la intenció de llançar un gran atac quan faci prop d'un any de la invasió inicial. A banda va servir per aturar l'empenta de les contraofensives ucraïneses de la tardor anterior. En aquell moment es calculava que Rússia disposava a Ucraïna d'un total de 320.000 soldats, a diferència dels 150.000 amb els que havia iniciat la invasió el 24 de febrer de 2022.
La mobilització es va ampliar posteriorment de forma encoberta, com en el cas del 24 de juliol del 2023, quan Putin va signar un decret mitjançant el qual augmentava en 5 anys l'edat legal de permanència en la reserva.

### Ús massiu de drons suïcides i míssils contra objectius civils ucraïnesos

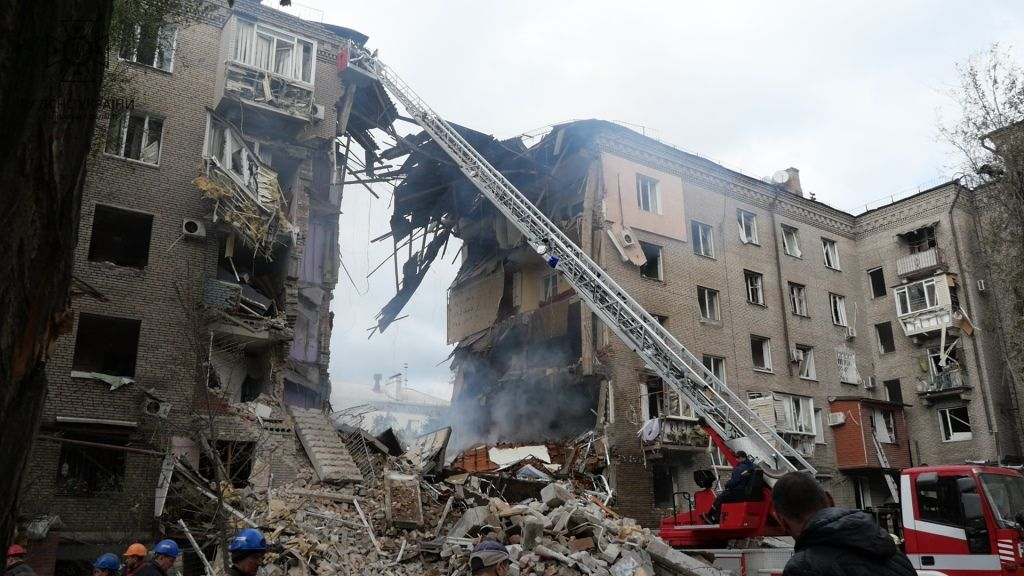
Un edifici residencial a Zaporíjia després de l'atac d'un míssil rus a Ucraïna a la nit del 10 d'octubre de 2022.

A començament d'octubre, Rússia va començar a utilitzar munició rondadora per atacar objectius civils, especialment centrals i subestacions elèctriques, en especials els drons suïcides Shahed-136 de fabricació iraniana (i rebatejats Geran-2 en rus). El potencial d'aquesta arma, rau en el fet que pot ser llançada en onades de cinc en cinc. Amb unes quantes onades al mateix temps, l'atac es converteix en un eixam de drons que poden causar estralls en les defenses antiaèries rivals. Anteriorment Ucraïna havia utilitzat els drons de combat (vehicle aeri no tripulat de combat o UCAV per les inicials en anglès) Baraktyar TB-2, de fabricació turca, per bombardar objectius militars russos, en especial a la rereguarda. Rússia també va començar a utilitzar els drons suïcides Lancet, fabricats per Kalàixnikov, de més curt abast que els iranians, però més útils per a objectius militars al propi front de combat.
El 14 de gener del 2023 es va produir una nova onada important d'atacs russos amb míssils de creuer Kh-101/Kh-555 i Kh-59 contra edificis residencials i altres objectius civils, a part d'utilitzar també míssils antiaeris de bateries S-300 i S-400, en especial contra Kíiv, Dniprò i Khàrkiv, causant desenes de víctimes, inclosos infants, en ensorrar-se els edificis. Novament les defenses antiaèries van abatre més de dos terços dels míssils, però no tots. Zelensky va fer una nova crida a la comunitat internacional a aturar les agressions contra civils.
El 26 de gener de 2023, just el dia després de la confirmació per part d'Olaf Scholz que havia autoritzat l'enviament de carros de combat Leopard 2 a Ucraïna, tant per part de les seves pròpies forces armades com les d'altres països que li ho havien demanat, es va produir una altra onada sobre infraestructura civil, primer amb drons suïcides i tot seguit amb míssils de creuer. Els danys personals i materials es van estendre a 11 regions i danyar 25 edificis i instal·lacions.
El 10 de febrer hi va haver una nova onada de llançament d'un mínim de 71 míssils de creuer, entre ells uns Kh-101 i Kh-555 llançats des de 8 caces bombarders Tu-95 i míssils Kalibr llançats des de vaixells a la Mar Negra. La defensa aèria ucraïnesa en va abatre 61 d'ells.
La nit del 15 al 16 de febrer de 2023 es va produir un nou atac massiu amb 36 míssils en només 2 hores, tot i que a diferència d'altres vegades va anar acompanyat de «noves tàctiques» segons va informar l'oficina presidencial ucraïnesa, en el que va descriure com «reconeixement actiu» i «falsos objectius», que es podia vincular amb els globus que es van veure sobre Kíiv, amb reflectors per enganyar la defensa antiaèria ucraïnesa, la qual només va poder abatre globalment 16 projectils, una proporció molt menor que altres vegades. També es va atacar, a part d'objectius civils i com a novetat, objectius relacionats amb la logística de les forces ucraïneses.
Després de setmanes sense atacs, el país havia recuperat una certa normalitat en el subministrament energètic, però la nit del 8 al 9 de març es va produir l'atac amb míssils i drons més important fins aleshores: un total de 84 míssils balístics i de creuer i 12 drons iranians van ser llançats sobre edificis residencials (provocant d'entrada 6 morts civils) i instal·lacions energètiques a Kíiv, Odessa i Ivano-Frankivsk. La defensa antiaèria ucraïnesa només en va poder interceptar aquest cop 34 i 4 respectivament. El govern rus va afirmar que fou una represàlia per la incursió i presa durant dues hores d'un poble rus fronterer amb Ucraïna, a mans suposadament d'un grup armat d'opositors a Putin.
El 28 d'abril del 2023, Rússia va llançar un total de 23 míssils des de bombarders estratègics Tu-95 a la mar Càspia. D'ells, 21 haurien estat abatuts per les defenses aèries, segons fonts ucraïneses, 11 d'ells sobre la capital Kíiv, on no hi va haver cap explosió. A banda es va llançar una quantitat indeterminada de munició rondadora també contra objectius civils. Un dels míssils va impactar contra un edifici residencial a la ciutat d'Uman, a la província de Txerkassi, que va causar 19 víctimes mortals.
Pocs dies després, la matinada de l'1 de maig, es va produir una altra onada massiva de míssils i munició rondadora, provocant un mínim de 34 persones ferides a l'óblast de Dnipropetrovsk, 5 d'elles infants. En total Rússia va llançar 18 míssils de creuer Kh-101 i Kh-555, dels que 15 foren abatuts per les defenses aèries.
El 29 de maig del 2023, just després de les incursions de grups opositors russos a la regió de Bélgorod des de territori ucrainès, Rússia va iniciar una onada de llançaments de míssils de creuer i munició rondadora que duraria diversos dies. Aquest dia en concret es van llançar 40 míssils de creuer Kh-101/555 i 35 drons Shahed-131/136, sobretot sobre Kíiv i de dia, dels quals Ucraïna va assegurar haver-ne destruït 37 i 29 respectivament. Rússia també va llançar 11 míssils balístics Iskander-M, que van ser destruïts abans d'arribar a l'objectiu. L'atac no va arribar a saturar les defenses aèries ucraïneses. L'endemà una trentena addicional de drons suïcides foren llançats sobre Kíiv, el mateix dia que 8 drons ucraïnesos foren llançats sobre Moscou i rodalia, que no van causar morts civils, malgrat anar alguns d'ells adreçats a zones residencials. Els atacs sobre Kíiv del dia 1 de juny van provocar 11 víctimes, entre elles 3 de mortals, 2 dones i una menor, amb míssils de curt abans Iskander sobre zones residencials.
El 3 de juny un atac aeri amb un míssil de creuer contra un edifici residencial a Dniprò va provocar la mort d'una nena de 2 anys i causant 22 ferits. Un total de 6 míssils i 5 drons suïcides, dels quals les defenses aèries van abatre'n 4 i 2 respectivament. El Ministeri de Defensa rus, per la seva banda, va fer saber en el seu comunicat diari que s'havia utilitzat munició d'alta precisió per destruir una fàbrica de drons prop de Dniprò.
Els atacs van anar sent una constant els dies següents. L'11 de juny un atac sobre Odessa va provocar 3 morts i 26 ferits, fet amb diversos drons de fabricació iraniana que, malgrat que les defenses aèries van destruir, no van poder evitar que les restes caiguessin sobre zones residencials, destruint en total 290 apartaments i 11 edificis.
El 13 de juny un míssil rus contra un bloc residencial de 5 pisos a Kriví Rih, ciutat natal de Zelenski, va provocar un mínim d'onze morts i 28 ferits. L'atac fou considerat «massiu» per les autoritats ucraïneses, amb 14 míssils llançats des d'avions i 4 drons iranians, dels quals les defenses aèries només en van poder abatre 10 i 1 respectivament. També es van produir bombardejos a Khàrkiv, causant només danys materials, així com sobre Kíiv, on les defenses aèries van abatre tots els dispositius llançats.
L'endemà van augmentar a 12 les morts per l'atac a Kriví Rih, i alhora van morir com a mínim unes altres 6 persones civils amb atacs aeris russos contra Odessa i Kramatorsk (óblast de Donetsk).
La nit del 23 al 24 de juny, mentre s'estava produint el motí del Grup Wagner a l'oest de Rússia, hi va haver un llançament massiu de més d'una cinquantena de projectils, segons les autoritats ucraïneses, sent interceptats 40 e 40 Kh-101/555, 0 de 9 Kh-22, 1 de 2 Kalibr i 2 de 2 drons Shahed.
El 28 de juny un míssil va destruir un restaurant a Kramatorsk, a l'est de l'óblast de Donetsk, provocant un mínim de 10 morts, entre elles 3 infants segons els serveis d'emergències ucraïnesos, a part de provocar més de 60 ferits. El Kremlin va assegurar que mai no atacava objectius civils, i que d'una manera o altra estaven sempre vinculats amb els militars. The Moscow Times va apuntar que el restaurant era freqüentat per soldats, periodistes i personal d'ajut humanitari.
Els dies 18 i 19 de juliol, coincidint amb el nou atac contra el pont de Kertx per part d'Ucraïna, Rússia va llançar desenes de míssils de creuer i munició rondadora sobre la ciutat portuària d'Odessa i zones properes. Segons les pròpies fonts russes es van produir com a represàlia per l'atac al pont. També va coincidir en el temps amb la no renovació russa de l'acord de grans de la Mar Negra.
El 23 de juliol, en un bombardeig sobre Odessa que va causar com a mínim una persona, es va veure fortament afectada la catedral de la Transfiguració d'Odessa, patrimoni mundial de la UNESCO. La UNESCO va condemnar els atacs repetits contra el patrimoni material d'Ucraïna per part de Rússia.
El 8 d'agost es va produir un atac amb míssils a Pokrovsk, en la part de l'óblast de Donetsk sota control governamental, que va provocar un mínim de 7 morts i desenes de persones ferides. Un primer míssil sobre un hotel de la ciutat va anar acompanyat d'un altre al mateix lloc 45 minuts després, que va enxampar els serveis d'emergència en plenes tasques de rescat de les víctimes del primer.
El 6 de setembre es va produir el bombardeig sobre civils més mortífer del conflicte. Un mínim de 16 persones mortes i 30 de ferides va ser el resultat d'un atac sobre un mercat a la ciutat d'uns 70.000 habitants de Kostiantínivka, a l'óblast de Donetsk i prop de la línia del front, situat en un carrer molt concorregut, també per la presència de botigues i terrasses de cafeteries. Zelenski va culpar a Rússia de l'atac, mentre que d'entrada aquest país no es va pronunciar al respecte.

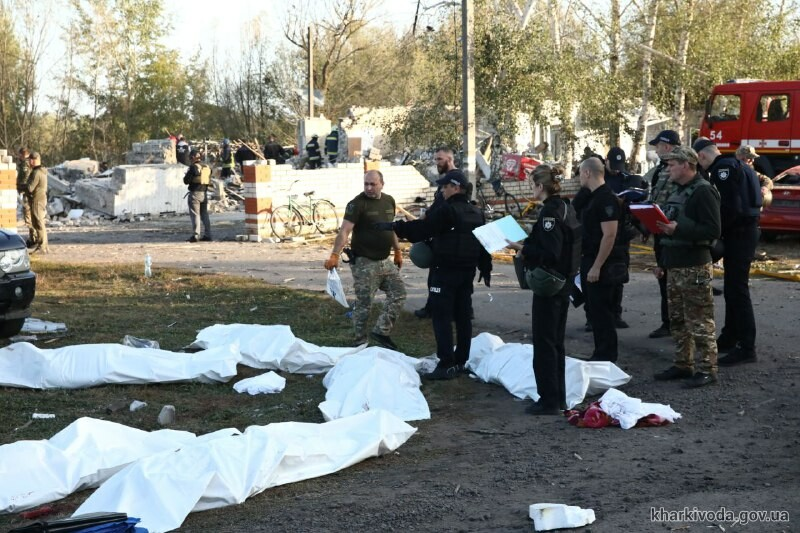
Alguns dels 51 cadàvers de la massacre de Hroza

Un míssil Iskander rus va provocar una massacre de més de mig centenar de civils a Hroza, un municipi de 330 habitants de la província de Khàrkiv, el 5 d'octubre del 2023. S'hi s'estava fent un funeral en una botiga-cafeteria on hi assistien una seixantena de persones, de les quals en van morir un mínim de 51. L'endemà un altre míssil va destruir un edifici residencial a Khàrkiv, provocant la mort d'un infant de 10 anys i la seva àvia, a més de deixar 28 ferits.
El 31 d'octubre de 2023 l'exèrcit rus va bombardejar, ja fos amb artilleria, drons o míssils, 118 assentaments en 10 regions, en el que es va considerar el nombre més gran durant el 2023. Es va vincular amb l'augment de la fabricació pròpia de municions per part de Rússia, però també amb la rebuda dels seus aliats Iran i Corea del Nord, de qui es calculava que n'havia rebut un milió de projectils des de l'agost de 2022.
El 29 de desembre l'ONU va condemnar els que va qualificar els atacs més intensos des de l'inici de la guerra, en especial sobre Kíiv on van morir un mínim de 39 persones. Per contra, l'1 de gener de 2024 Ucraïna va dur a terme un atac sobre Bélgorod, que va provocar segons les autoritats locals unes 25 morts civils. Segons Zelenski, els 5 dies posteriors al 29 de desembre Rússia va llançar més de 500 projectils.

### Esfondrament de la presa de Nova Kakhovka

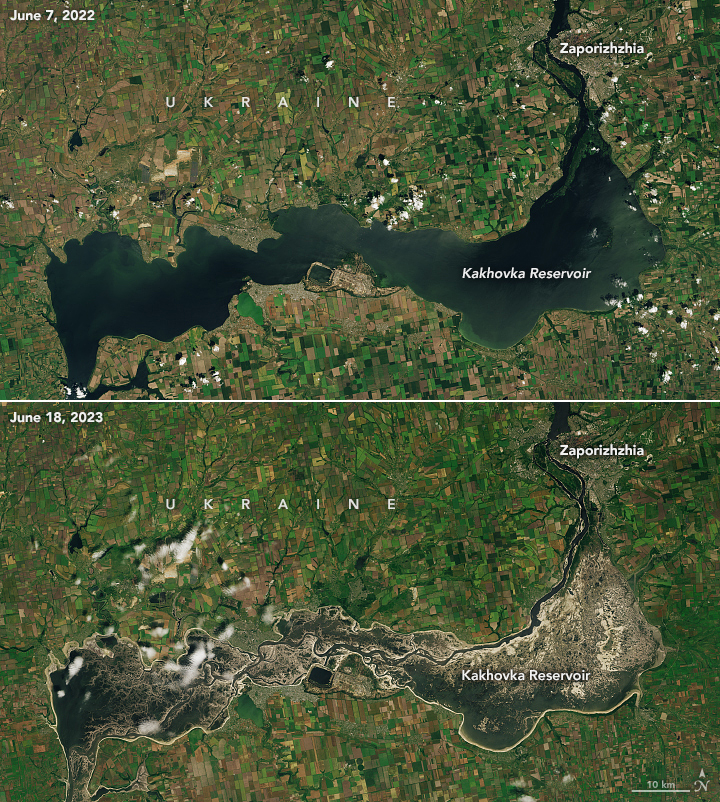
Embassament de Nova Kakhovka abans i després de l'esfondrament

El 6 de juny de 2023, la presa de Nova Kakhovka a Ucraïna va cedir, provocant grans inundacions curs avall del riu. La presa estava situada al riu Dniéper a l'oblast de Kherson. Les autoritats russes i ucraïneses es van culpar mútuament de la destrucció. Malgrat que amb l'aigua de l'embassament es refrigeraven els reactors de la central nuclear de Zaporíjia, l'Agència Internacional de l'Energia Atòmica no hi va veure un risc immediat d'entrada.
Les imatges de satèl·lit obtingudes per BBC News van indicar que l'estat de la presa s'havia deteriorat des de l'1 de juny o abans, i que la carretera que creua la presa va patir alguns danys el 2 de juny, indicant possibles problemes estructurals.
L'endemà de la destrucció de la presa, el fiscal general d'Ucraïna va estimar que unes 40.000 persones ubicades en terres controlades per Ucraïna i Rússia podrien ser afectades per les inundacions. Segons les autoritats ucraïneses, el dia 7 de juny s'estava duent a terme l'evacuació de 17.000 persones dels territoris sota control d'Ucraïna, amb 24 localitats que havien quedat inundades. El 94% dels sistemes de reg a Kherson, el 74% dels de Zaporizhzhia i el 30% dels de les regions de Dnipro es veuran afectats durant anys.
El 8 de juny més de 600 km² de la regió de Kherson seguien inundats, mentre que més de 20.000 llars seguien sense llum a la riba dreta, controlada per Ucraïna. Fins al moment s'havien comptabilitzat un total de 6 morts en total. Pel que fa a l'evacuació, 1.995 havien estat evacuades a la riba dreta (sota control ucraïnès) i unes altres 4.500 a l'esquerra (sota control rus).
L'11 de juny es va informar d'un total de 14 víctimes i 2.700 víctimes evacuades en la zona sota control del govern ucraïnès, i de 5 morts i 35 persones desaparegudes a la riba esquerra (est) ocupada per Rússia. Ambdues parts s'acusaven de bombardejar l'altra enmig dels esforços d'evacuació de la població afectada.

## Annexió de Donetsk, Luhansk, Kherson i Zaporíjia

Regions ucraïneses reclamades totalment o en gran part per Rússia des del 2014 (Crimea) i el 2022 (altres). S'inclouen parts de l'óblast de Mikolaiv que haurien d'annexar-se a l'oblast de Kherson; part de l'oblast de Khàrkiv sota control rus en aquell moment no s'inclouen

Després d'unes majories aclaparadores a favor de l'annexió a Rússia en els corresponents referèndums, del 97% a Kherson, 98% a Zaporíjia, 98% a Donetsk i 98% a Luhansk, el 30 de setembre del 2022 Vladímir Putin va signar els tractats d'annexió a Rússia acompanyat dels presidents de les quatre regions ucraïneses ocupades: Denís Puixilin (Donetsk), Leonid Pàssetxnik (Luhansk), Vladímir Saldo (Kherson) i Ievgueni Balitski (Zaporíjia).
Hores després de l'annexió declarada, l'exèrcit ucraïnès va recuperar diverses ciutats de l'óblast de Donetsk com a part de la contraofensiva ucraïnesa de Khàrkiv del 2022.
En el moment del procés d'annexió a principis d'octubre, les autoritats russes van declarar que la República Popular de Luhansk (RPL) i la República Popular de Donetsk (RPD) (anomenades col·lectivament Donbàs) mantindrien les seves fronteres del 2014. També van afirmar que en altres indrets, la nova frontera russa no estava clarament definida, i es definiria en consulta amb els residents locals, així com que les parts de l'óblast de Mikolaiv controlades pels russos s'incorporarien a l'óblast de Kherson controlada pels russos.
Rússia no posseïa la totalitat de les províncies de Donetsk, Luhansk, Kherson i Zaporíjia; en aquell moment, tenia al voltant del 60% de la de Donetsk, la major part de la de Luhansk, gairebé tota la de Kherson i al voltant del 70% de la de Zaporíjia. No tenia gairebé cap part de la de Mikolaiv, i posteriorment va perdre totes les àrees que havia controlat a l'oblast de Khàrkiv, però la intel·ligència ucraïnesa va afirmar que tenia documents que demostraven que un referèndum d'annexió previst a l'óblast de Khàrkiv havia estat cancel·lat com a conseqüència d'aquestes pèrdues.
No estava clar si Rússia reclamava aquelles parts dels óblasts esmentats que no tenia sota control militar. Les autoritats russes van declarar que tota la regió de Donetsk seria tractada com a part de Rússia, i que la part que no estava sota control rus seria alliberada. La suma de totes les àrees que estaven controlades per Rússia en aquell moment representaven aproximadament el 15% de la superfície total d'Ucraïna, més de 90.000 km², aproximadament la mida d'Hongria o Portugal.
El 3 d'octubre, el portaveu de Putin, Dmitri Peskov, va declarar que les repúbliques populars de Donetsk i Luhansk s'annexionarien a «les seves fronteres del 2014», mentre que pel que feia als óblasts de Zaporíjia i Kherson, Rússia «continuarà les consultes amb els residents sobre les seves fronteres». Aquests comentaris van provocar confusió i polèmiques entre els partidaris de l'annexió a Rússia, amb l'antic diputat ucraïnès i col·laborador rus Oleg Tsaryov, argumentant que «no hi ha fronteres del 2014» de RPD i RPL.
La Duma Estatal de Rússia, va votar per unanimitat per formalitzar les annexions el 3 d'octubre. L'annexió de cada oblast va rebre més vots «sí» que legisladors presents. El seu president, Vyacheslav Volodin, va culpar les discrepàncies a un «error tècnic».
El 29 de maig de 2023 Putin va signar dues esmenes a la llei marcial que permetia celebrar eleccions a les regions ucraïneses controlades i annexionades per Rússia (Luhansk, Donetsk, Zaporíjia i Kherson). L'abril anterior ja havia signat una llei que permetia deportar la població ucraïnesa que no hagués renunciat a la seva ciutadania.
Les eleccions locals es van convocar el 15 de juny per al 10 de setembre següent.

## Contraofensives ucraïneses

Avanç de la contraofensiva ucraïnesa a partir del 5 de setembre de 2022 al sud i est

### Retirada russa de Kíiv
Després dels reeixits contraatacs ucraïnesos de finals de març, Rússia va anunciar que retiraria les seves forces de les regions de Kíiv i Txernígov el 29 de març per reagrupar-les i centrar els seus esforços a l'est del país Prendre Kíiv havia estat considerat com un objectiu clau i el seu fracàs es va veure com un revés per a la campanya en general. L'1 d'abril, la presidenta del Parlament de la UE, Roberta Metsola, va visitar Kíiv, convertint-se en el primer alt funcionari de la UE a viatjar a Ucraïna des de la invasió de Rússia. El 2 d'abril, les autoritats ucraïneses van afirmar que tota la regió de Kíiv havia estat reconquistada.

### Contraofensiva ucraïnesa a Kherson

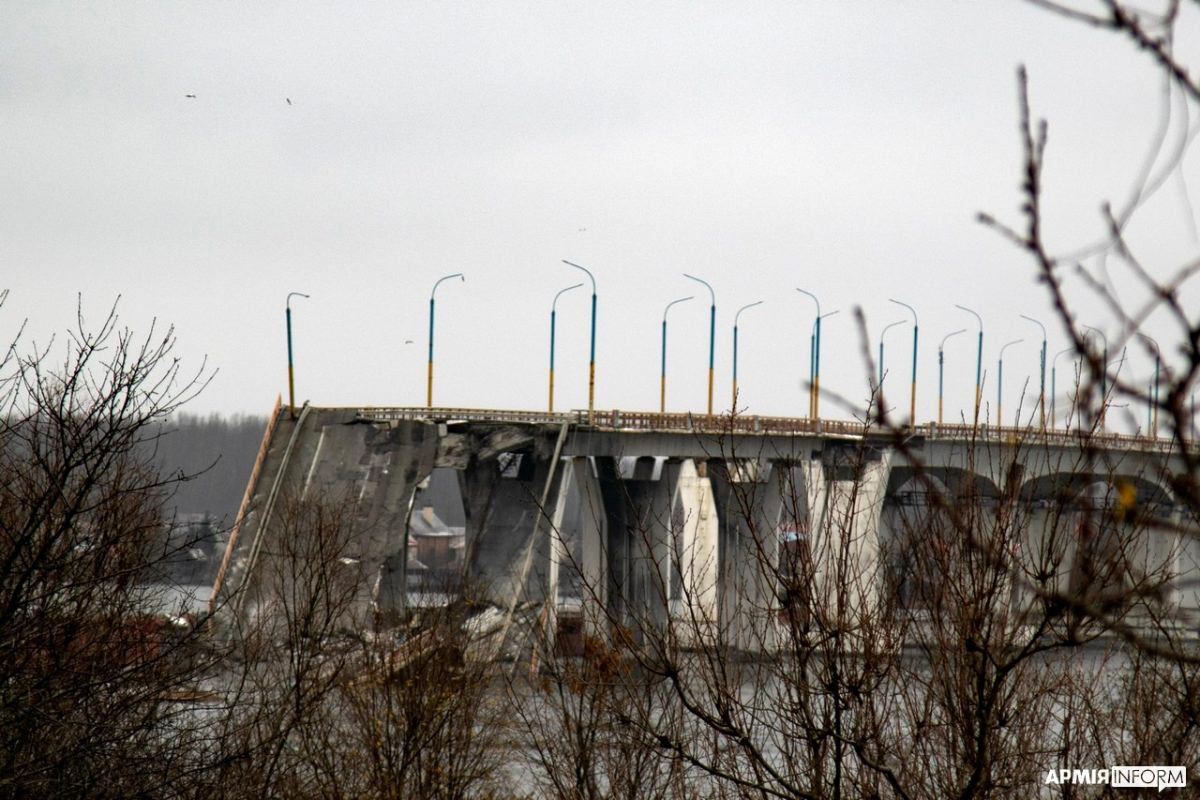
Pont d'Antonivski després de la batalla de Kherson

El 29 d'agost, Zelenski va prometre l'inici d'una contraofensiva a gran escala al sud-est. Primer va anunciar una contraofensiva per recuperar el territori ocupat pels russos al sud concentrant-se a la regió de Kherson-Mikolaiv, una afirmació que va ser corroborada pel parlament ucraïnès i pel Comandament Operacional Sud. Tanmateix, no va ser fins al 12 de setembre quan les forces ucraïneses van aconseguir una retirada parcial russa al nord del Dnièper, en un total de 6.000 quilòmetres quadrats de territori ocupat. Durant el mes d'octubre seguirien els combats recuperant un miler de quilòmetres quadrats addicionals, fins que el 9 de novembre el ministre de defensa rus Sergei Shoigu va ordenar la retirada oficial de totes les tropes al nord del riu.
Durant els mesos següents no es van moure pràcticament les línies en aquest front, malgrat el continu intercanvi d'artilleria i operacions especials. Només es van produir alguns petits moviments en relació al control per part ucraïnesa de les illes del Dnièper davant de Kherson, com per exemple els que es van produir el 7 de febrer de 2023.

### Contraofensiva ucraïnesa a Khàrkiv

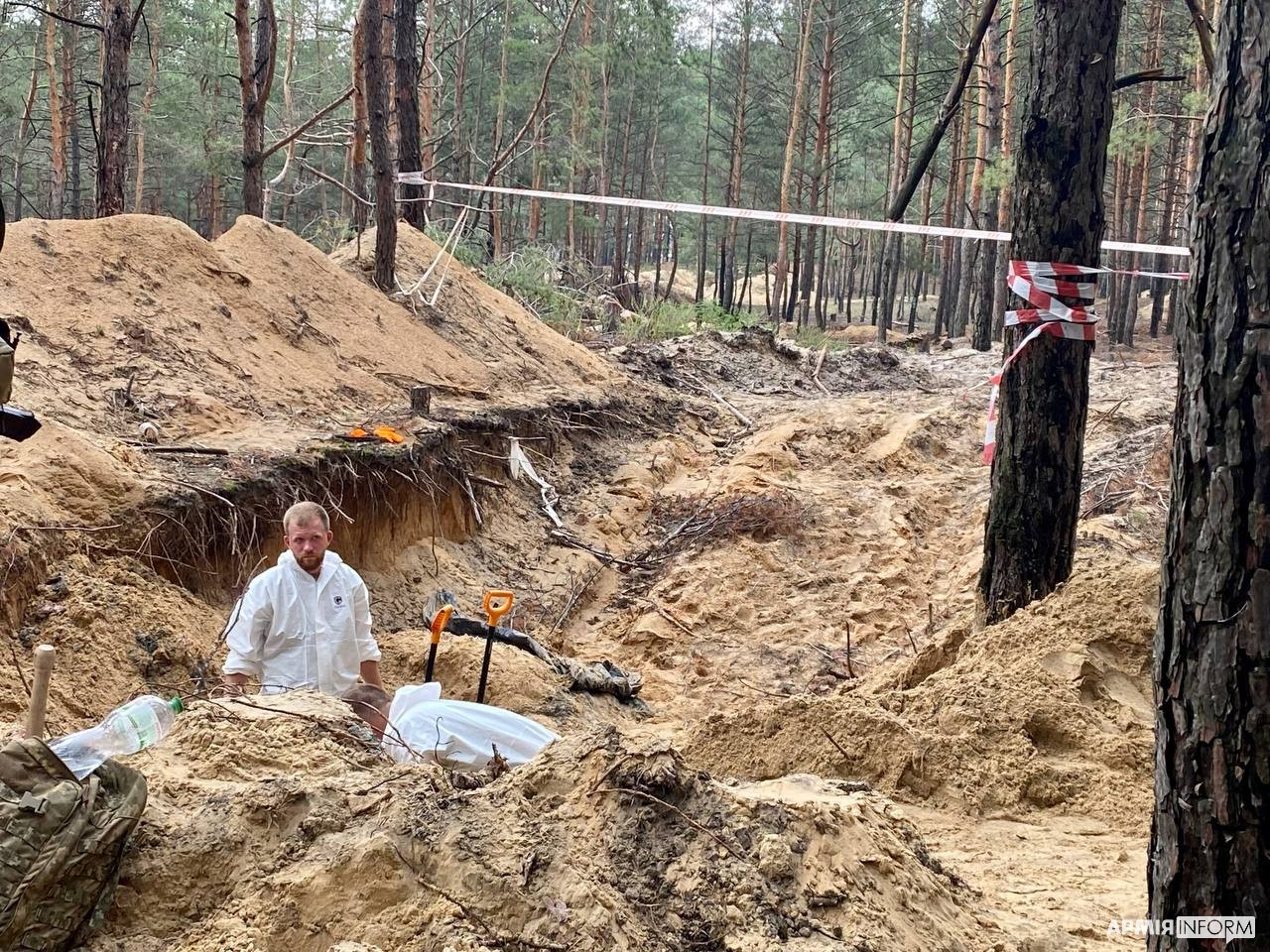
Després de l'alliberament d'Izium, el 16 de setembre, els investigadors van començar l'exhumació dels cossos d'un cementiri improvisat

El 6 de setembre del 2022, les forces ucraïneses van llançar una contraofensiva sorpresa a la regió de Khàrkiv, començant a prop de Balaklia a la zona en la contraofensiva més reeixida des de l'inici dels atacs russos, arribant pel nord a Kupiansk i pel sud a Izium, i fins a Liman l'1 d'octubre, un enclavament de gran valor estratègic, ja que és la porta d'entrada a l'óblast de Luhansk. Des de Kupiansk al nord i Liman al sud, van poder iniciar l'ofensiva cap la riba oriental del riu Oskil, en direcció a poblacions clau de Luhansk com Svàtove i Kreminnà, tot i que les línies del front van quedar llavors estancades durant mesos, coincidint amb la contraofensiva de Kherson al nord del Dnièper. No va ser fins al 26 de desembre de 2022 quan es van filtrar les primeres novetats sobre la possible caiguda de Kreminnà amb la corresponent retirada russa.
Tanmateix, a 7 de gener del 2023, les tropes russes havien aconseguit aturar l'ofensiva ucraïnesa a Dribrova, uns quilòmetres al sud-oest de Kreminnà, on se seguia combatent. Un mes després, el 7 de febrer, es va fer palès que també en aquest front, com en la resta, Rússia estava acumulant una quantitat important de tropes al nord d'Svàtove, coses que feien pensar en una imminent ofensiva. En tot cas havien aconseguit llavors ja frenar completament la contraofensiva ucraïnesa de la tardor anterior.

### Contraofensiva ucraïnesa del 2023
La contraofensiva ucraïnesa del 2023 és una operació militar en curs que es va produir en el marc de la invasió russa d'Ucraïna. Tot i que no seria fins al 10 de juny del 2023 que Zelenski faria públic oficialment que l'ofensiva de primavera havia començat, molt abans van començar les accions prèvies per preparar-ne el terreny.
El 26 de juliol Ucraïna va intensificar la contraofensiva, iniciant un atac més massiu i amb unitats de combat més grans i més ús d'equipament militar occidental. A l'est, al front de Bakhmut, van avançar en l'intent d'envoltar pels flancs Bakhmut. Al front de Zaporíjia, al sud del país, van recuperar la població d'Staromaiorske en l'eix de Velika-Novosilka, i van iniciar el flanqueig de Robòtine a l'eix més occidental d'Oríkhiv. Amb aquestes incursions van arribar per primer cop a la línia fortificada russa, un cop havien aconseguit trencar les defenses avançades russes les setmanes anteriors en aquests dos punts.
L'ofensiva es va dur a terme sobretot a través de dos fronts: el front sud de Zaporíjia i l'est de Donetsk. En menor mesura es produïen també operacions militars als extrems de la línia del front: per part d'Ucraïna s'intentava avançar a Kherson en una presa de posicions a la riba oriental del Dniéper, mentre que Rússia pressionava al nord-est, a l'eix Svàtove i Kreminnà a Luhansk per atraure tropes ucraïneses ubicades a altres fronts, en especial Bakhmut i Zaporíjia.

El 14 de novembre la pàgina web de la presidència ucraïnesa va fer oficial que havien establert un control sobre territori a la banda oriental del riu Dniéper. El governador prorrús de Kherson va admetre que l'exèrcit ucraïnès hi havia pres algunes posicions, però que es limitava a un grup reduït i blocat a Krinki, assegurant que era una operació suïcida condemnada al fracàs. Rússia per la seva banda esmerçava en aquell moment el seu esforç principal en el front de l'est, en una nova ofensiva per encerclar Avdíivka, a l'est de Donetsk, on s'hi combatia amb molta intensitat.

Situació a l'óblast de Zaporíjia amb la contraofensiva ucraïnesa en marxa.

## Reaccions internacionals

Països que han condemnat la invasió
Països que han mantingut una postura neutral
Països que donen suport a les accions de Rússia
Sense dades
----
Rússia
Ucraïna

Votació de la Resolució ES-11/1 de l'Assemblea General, en la qual es condemna la invasió d'Ucraïna i s'exigeix la retirada total de les tropes russes.
A favor
En contra
Abstenció
Absent
No membre

Els dies posteriors a l'inici de la invasió, el degoteig de reaccions d'estats, entitats supranacionals, partits polítics i societat civil va ser constant. L'Associació de Nacions del Sud-est Asiàtic, l'Organització de les Nacions Unides, el G-7, l'Organització dels Estats Americans, la Unió Africana, Consell de Seguretat de les Nacions Unides, la Unió Europea van condemnar la invasió.
L'atac també va ser condemnat per la major part de la comunitat internacional: Albània, Ghana, el Gabon, Kenya, Mèxic i Noruega o d'altres com Andorra, l'Argentina, Austràlia, Corea del Sud, Costa Rica, Geòrgia, Israel, el Japó, Singapur o Xile. Es van produir reaccions de condemna més tardenques, com fou el cas de Sèrbia, on no fou fins al 18 de gener del 2023 que el seu president ho va fer de forma explícita.
Polònia, Romania, Lituània, Letònia i Estònia van iniciar les consultes de seguretat de l'OTAN en virtut de l'article 4.
Diversos països van donar suport a Rússia: Belarús, Corea del Nord, Cuba, Eritrea, l'Iran, Kirguizstan, Myanmar, Nicaragua, Síria i Veneçuela. El juny de 2024 Kim Jong Un es va comprometre a donar el suport incondicional de Corea del Nord a Rússia.
L'Afganistan, Bolívia, Emirats Àrabs Units, l'Índia, la Xina, Sud-àfrica i Uzbekistan van mantenir posicions neutrals.
Alemanya va augmentar les despeses de defensa en aproximadament 100.000 milions de dòlars, segons algunes estimacions, convertint-se en el tercer amb més despesa militar del món.
Arran de la invasió, el país va sol·licitar un procediment d'adhesió accelerat a la Unió Europea, amb el qual es va rellançar l'l'adhesió, amb el suport previ de vuit estats membres. El 23 de juny de 2022, el Parlament Europeu va adoptar una resolució que demanava la concessió immediata de l'estatus de candidat per a ser membre de la Unió Europea a Ucraïna i Moldàvia. El 23 de juny de 2022, el Consell Europeu va concedir a Ucraïna l'estatus de candidata a l'adhesió a la Unió Europea.
Després de la invasió, el Papa Francesc va fer diferents gestos per tal de promoure la pau. Entre d'altres, va enviar dos cardenals a Ucraïna amb ajuda humanitària (Michael Czerny i Konrad Krajewski). Aquesta missió, que va constar de diferents viatges, va ser considerada com a una iniciativa gens habitual dins la diplomàcia vaticana. El 25 de març, va consagrar Rússia i Ucraïna a la Mare de Déu.
El 25 de gener de 2023, i amb la vista posada en els Jocs Olímpics d'Estiu de 2024 de París, el Comitè Olímpic Internacional (COI) va fer públic un manifest de suport al poble ucraïnès, en el que preveia que cap funcionari ni representant polític rus o belarús fos convidat ni acreditat a cap esdeveniment esportiu internacional, ni s'exhibissin banderes, colors o qualsevol identificació ni en sonessin els himnes, però oferia a atletes d'aquestes nacionalitats poder competir sota bandera neutral. Això va provocar una forta contestació d'Ucraïna, a la que també s'hi va sumar la primera ministra d'Estònia, Kaja Kallas.
El 2 de febrer Letònia, Lituània i Polònia es van afegir a la petició de no deixar competir als esportistes russos i belarussos, mentre Letònia i Ucraïna van amenaçar de fer-hi boicot i no participar-hi donat el cas, mentre que Polònia esmentava aquesta possibilitat i la de fer una coalició d'uns 40 estats que es podrien afegir a l'hipotètic boicot, inclosos EUA, Regne Unit i el Canadà. Per la seva banda, el director dels Jocs, Tony Estanguet, va recordar que la decisió requeia en el Comitè Olímpic Internacional, però va precisar que era favorable a mantenir el símbol de caràcter universal dels Jocs Olímpics i deixar competir-hi els esportistes sota bandera i símbols neutrals.
El 15 de febrer el Consell de Ministres d'Economia i Finances de la UE (ECOFIN) va incloure Rússia a la llista de jurisdiccions fiscals no cooperatives, és a dir, a la llista negra de paradisos fiscals.
Joe Biden, president dels EUA, va visitar per sorpresa Kíiv el 20 de febrer durant 5 hores, en un viatge que havia estat planificat en secret durant mesos i s'havia avisat a Rússia tot just començar, per tal d'evitar qualsevol possible accident que fes escalar el conflicte. El dia 20 coincidia amb la commemoració del «Dia dels 100 herois celestials», quan els manifestants reunits a la plaça Maidan es van enfrontar als antiavalots del president prorús d'Ucraïna, que va acabar marxant del país l'endemà. També va coincidir amb la visita del ministre de defensa xinès a Moscou, així com amb la vigília d'un discurs previst de Putin i anunciat com a important.
En relació amb la polèmica creada per la decisió del Comitè Olímpic Internacional de permetre participar als atletes russos i belarussos als Jocs Olímpics d'Estiu de 2024 sota bandera neutral, el Regne Unit va afegir-se aquest dia 20 de febrer també al grup de més de 30 països que s'hi oposen oficialment.
Per part de Rússia, en el discurs de l'estat de la nació davant les dues cambres legislatives, Vladímir Putin va anunciar el 21 de febrer del 2021 que el país suspenia el Nou tractat de reducció d'armes estratègiques (conegut com START III i també com a «new START»), signat per Rússia i els Estats Units l'abril de 2010 i que va entrar en vigor el febrer de 2011. Alhora però Rússia va anunciar que no en superaria els límits si els EUA tampoc no ho feien.
El 24 de febrer de 2023, en l'aniversari de l'inici de la invasió russa d'Ucraïna, la Xina va presentar una proposta de pau que finalment fou plantejada en termes molt genèrics i sense propostes territorials concretes ni punts de partida i basat en declaracions de dret internacional. Alhora però la Xina seguia donant cobertura a l'economia de Rússia. Tot això just el dia després d'una nova aprovació d'una resolució de l'assemblea general de les Nacions Unides, en la línia de la proposta de Pau de Zelenski, que va demanar novament a Rússia que retirés les tropes d'Ucraïna, amb l'abstenció justament de la Xina (així com de l'Índia).
El 23 de març de 2023 es va produir un acord entre els països nòrdics (Dinamarca, Finlàndia, Noruega i Suècia) per operar de forma conjunta les seves forces aèries, compostes per 250 avions. El mateix dia que Finlàndia va ingressar finalment a l'OTAN, i Dinamarca ho feia a l'Agencia Europea de Defensa, de manera que els 27 estat de la UE ja en passaven a formar part.
Hongria va abandonar el 13 d'abril de 2023 el Banc Internacional d'Inversions, una entitat controlada per Rússia i que tenia la seu justament a Budapest, en un gir de la política del govern d'Orban. Anteriorment altres països com Txèquia o Bulgària ja l'havien abandonat coincidint amb l'inici de la invasió.
El govern d'Ucraïna va prohibir el 14 d'abril de 2023 als seus equips olímpics i paralímpics participar en competicions en què hi prenguessin part esportistes russos i belarussos.
El 16 d'abril de 2023 es va produir una visita oficial a Moscou del nou ministre de defensa xinès, Li Shangfu, durant la que va entrevistar-se amb el president rus Vladímir Putin, en què van elogiar la cooperació militar. Per una altra banda, el president brasiler Lula Da Silva seguia els contactes amb líders internacionals per una proposta de mediació de la pau basat en el que va anomenar un grup «G20 polític», que ja havia fet conèixer a la Xina, Emirats Àrabs Units, França, Estats Units d'Amèrica, Alemanya i altres països d'Amèrica Llatina. Aquesta nova intensificació de la seva inciiativa es va produir una setmana abans que el ministre d'afers exteriors de Rússia, Serguei Lavrov, iniciés una visita a Brasil, Veneçuela, Nicaragua i Cuba.
El 22 de febrer del 2023, l'òrgan executiu de la Federació Internacional de Periodistes va suspendre provisionalment, amb efectes immediats, la pertinença de la Unió Russa de Periodistes per «actuar de forma contrària als principis o objecte» de l'organització. Va quedar pendent l'aprovació final per part de l'assemblea general.
El 10 de maig Rússia va anunciar que es retirava formalment del Tractat de Forces Armades Convencionals a Europa (CFE, per les inicials en anglès), que havia estat signat el 1990 entre els països de l'OTAN i del llavors Pacte de Varsòvia. Amb aquesta retirada es va trencar un altre espai de trobada entre Occident i Rússia.
Volodímir Zelensky va recollir el Premi Internacional Carlemany a Aquisgrà el 14 de maig en nom del conjunt del poble ucraïnès.
El 16 de juny del 2023, una delegació de líders africans va visitar Kíiv i Butxa. Durant la visita Rússia va atacar amb míssils la capital. Entre els membres de la delegació hi havia el president de Sud-àfrica Cyril Ramaphosa, país membre de l'anomenat grup dels BRICS com Rússia. L'acompanyaven líders de la República del Congo, Illes Comores, Egipte, Senegal, Uganda i Zàmbia.
En el seguiment del full de ruta d'Ucraïna per a l'adhesió a la Unió Europea, tanmateix, l'agost de 2023 la viceprimera ministra per a la Integració Europea i Euroatlàntica d'Ucraïna va reconèixer que en aquell moment no compliria amb les set recomanacions de la Comissió Europea per a la seva adhesió tal com estava previst i, per tant, no podrien iniciar les converses per a l'adhesió.
El 21 d'agost, una desena de països dels Balcans (Sèrbia, Moldàvia, Montenegro, Grècia, Romania, Kosovo, Bòsnia i Hercegovina, Macedònia del Nord, Bulgària i Croàcia) van signar una declaració a favor d'Ucraïna, contra la «impunitat per als crims de guerra» i els atacs contra civils i infraestructures no militars. La declaració es va signar en una trobada dels 10 països (amb l'absència d'Albània que es trobava en un moment de tensió diplomàtica amb Grècia, per altres motius, on es va celebrar la trobada) i hi van assistir el president ucraïnès, Volodímir Zelenski, la presidenta de la Comissió Europea, Ursula von der Leyen, i el president del Consell Europeu, Charles Michel.
El Comitè Olímpic Internacional (COI) va anunciar la suspensió del Comitè Olímpic Rus (COR) el 12 d'octubre de 2023 amb efectes immediats i fins a nou avís, degut a la inclusió per part del COR de les regions ucraïneses annexades (Donetsk, Luhansk, kherson i Zaporíjia). La suspensió es va produir durant les reunions preparatòries de la seva 141a sessió a Bombai, que s'havia de produir durant entre els dies 15 i 17 d'octubre. Va remarcar tanmateix que segueix reservant-se la decisió última de permetre la participació, sota bandera neutral, d'esportistes russos i belarussos als Jocs Olímpics d'Estiu de 2024 de París i els d'hivern de 2026 de Milano Cortina.
Al llarg del mes de novembre del 2023 Finlàndia va anar tancant els diferents punts fronterers amb Rússia, deixant obert només el més septentrional i de difícil accés, fins que el 28 d'aquest mes va anunciar-ne també el seu tancament durant quinze dies. Durant aquestes setmanes es va produir una onada migratòria que les autoritats finlandeses van emmarcar en la guerra híbrida, amb l'ingrés de potencials persones perilloses a través dels més de 1.300 km de frontera que hi comparteixen. El mateix dia, Estònia va anunciar que estudiaria una mesura similar.

### Suport militar
Tot i que l'OTAN i la UE han adoptat una política estricta de no posar personal sobre el terreny, Ucraïna ha buscat activament voluntaris d'altres països i creant la Legió Internacional de Defensa Territorial d'Ucraïna, i fins al 6 de març uns 20.000 estrangers de 52 països s'havien ofert per lluitar. El 3 de març, el portaveu del Ministeri de Defensa rus, Igor Konashenkov, va advertir que els mercenaris no tenen dret a la protecció en virtut dels Convenis de Ginebra, i els combatents estrangers capturats no serien considerats presoners de guerra, sinó processats com a criminals.
L'11 de març, Moscou va anunciar que 16.000 voluntaris de l'Orient Mitjà estaven preparats per unir-se a altres combatents estrangers prorussos al costat dels separatistes del Donbàs.
El 5 de maig, un funcionari nord-americà va confirmar que els EUA van donar intel·ligència, incloent informació sobre el camp de batalla en temps real per ajudar en l'enfonsament del creuer rus Moskvà.
A finals de juliol del 2022 s'havien lliurat a Ucraïna els primers llançacoets múltiples autopropulsats MARS II, i s'havien rebut recepció de quatre nous sistemes de llançament de coets HIMARS, enviats pels EUA. Diversos països com Lituània, Estats Units, Portugal i Espanya han lliurat transports blindats de personal M113. Alemanya va enviar canons antiaeris autopropulsats Flakpanzer Gepard, i Polònia dos centenars de tancs T-62. El govern espanyol va fer marxa enrere en el lliurament de 10 carros de combat Leopard 2 degut al seu mal estat, i no va rebre la preceptiva autorització alemanya.
Després de mesos de titubeig dels països de l'OTAN a l'hora d'enviar armament pesant mòbil de fabricació occidental, el 5 de gener del 2023, en un comunicat conjunt entre el president dels EUA, Joe Biden, i el canceller alemany, Olaf Scholz, van anunciar que respectivament enviarien vehicles de combat d'infanteria (IFV) Bradley i Marder.
Polònia va iniciar el 7 de gener una crida a una coalició internacional per transferir tancs Leopard 2, de fabricació alemanya, a Ucraïna. Al respecte però, es va estimar que probablement no hi hauria cap decisió fins a la següent reunió de països de l'OTAN en format Ramstein, prevista per al 20 de gener.
L'11 de gener del 2023 va tenir lloc la segona cimera del Triangle de Lublin, un mecanisme de cooperació regional tripartit entre Lituània, Polònia i Ucraïna, on s'hi va abordar la situació actual a Ucraïna i les seves necessitats en suport militar i financer per part de la UE i l'OTAN.
El 14 de gener el Regne Unit va confirmar la primera tramesa de tancs occidentals moderns a Ucraïna, en concret de 12 unitats Challenger 2. Això es va valorar rellevant pel fet que posava més pressió sobre Alemanya per permetre la transferència d'uns 90 tancs de fabricació alemanya Leopard 2 per part de Polònia, Dinamarca o Lituània, en el marc de la campanya #FreeTheLeopards que feia mesos que durava. El 18 de gener s'hi va afegir la votació del Parlament Europeu que exigia a Alemanya que entregués sense més demora els tancs Leopard 2 a Ucraïna.
No fou fins al 24 de gener que Scholz finalment va cedir i va autoritzar l'enviament de tancs Leopard 2 a Ucraïna, just el mateix dia que Polònia havia sol·licitat oficialment l'autorització per a la reexportació de 14 unitats. Per la seva banda, els EUA van aprovar en paral·lel l'enviament de 31 tancs M1 Abrams, probablement del model més avançat M1A2. Per la seva banda, Canadà, Espanya i Portugal també es van afegir al grup coordinat per Polònia per enviar tancs Leopard, de diferents versions. Des de mitjans russos aquesta entrega fou considerada com un «un acte de desesperació [de l'OTAN]».
Posteriorment, per a la coordinació de l'enviament, formació de tripulacions i posteriorment manteniment i logística, es van formalitzar dues coalicions coordinades: Alemanya es va encarregar dels tancs Leopard 2 models 2A5/2A6 (entre els quals els 14 que es va comprometre a aportar ella mateixa), mentre que Polònia ho faria amb els de la 2A4 (en aquesta coalició es va afegir que hi seria Turquia també). En paral·lel Polònia també va participar de l'entrega dels tancs T-72 (de fabricació soviètica) i PT-91 Twardy (de fabricació polonesa a partir dels T-72M) ja compromesos i pendents de lliurar. Els països del grup de suport a Ucraïna (anomena Ramstein), van iniciar també l'activació de la fabricació de munició per part de les seves indústries. Així, el president de la companyia alemanya Rheinmetall va fer un pas endavant esmentant la capacitat productiva que faria possible el subministrament il·limitat de municions no només per als tancs Leopard 2, sinó també per exemple amb fabricació de coets per als HIMARS.
El 3 de febrer de 2023 va tenir lloc la 24a Cimera Ucraïna-UE, durant la qual es va reiterar en un comunitat conjunt que el futur d'Ucraïna és dins la Unió Europea, es donava suport a la creació d'un Centre Internacional d'Enjudiciament del Crim d'Agressió a Ucraïna (ICPA) a La Haia i a la implementació de la Fórmula de Pau proposta per Zelenski.
Alemanya va seguir movent fitxa en el seu compromís amb Ucraïna amb un acord, el 7 de febrer de 2023, amb Dinamarca i Països Baixos, per reacondicionar 100 tancs Leopard 1 A5 i transferir-los durant 2023 i 2024.
El 3 de febrer de 2023, Alemanya va anunciar l'exportació de 88 unitats de tancs Leopard 1, mentre que els EUA anunciaven un nou paquet d'ajuda que incloia l'esperada transferència de bombes planejadores GLSDB (inicials de «Ground Launched Small Diameter Bomb»), amb un abast de 150 km, a diferència del sistema HIMARS que en té només 70.
El 12 de febrer van arribar el primer lot de 60 unitats d'IFV Bradley estatunidencs per vaixell a un port alemany, entre altres equipaments militars.
A banda del suport d'altres estats, són moltes les iniciatives particulars de micromecenatge (crowdfunding) que es van engegar per donar suport militar, en especial a Ucraïna, però també a Rússia. En el cas d'Ucraïna van destacar el moviment NAFO Fellas, que havia pogut fer arribar 139 vehicles a Ucraïna fins al 10 de febrer de 2023, així com la Fundació «Come Back Alive», que havia recaptat en aquell moment més de 6.000 milions de grivnas (més de 153 milions d'euros del moment) de 2 milions de donants, amb els quants van aportar a Ucraïna 510 camionetes per als soldats o inaugurar una estació mòbil de drons en un minibús adaptat.
Una nova reunió del Grup de Contacte per a la Defensa d'Ucraïna (o grup de Ramstein) va tenir lloc el 15 de febrer, en la qual es va acordar l'enviament a Ucraïna de: 1 batalló de tancs Leopard 2A6 (Alemanya, Portugal, Països Baixos), 1 de Leopard 2A4 (Polònia, Espanya, Canadà), 1 d'Abrams/Challenger 2 (EUA i Regne Unit) i 4 de Leopard 1 (Alemanya, Països Baixos, Dinamarca); cada batalló està format per entre 30 i 35 tancs. No hi va haver cap acord sobre l'enviament d'avions de combat ni míssils de creuer de més llarg abast. En la reunió paral·lela de ministres de defensa de l'OTAN es van abordar les formes d'augmentar la producció industrial de munició i armament per reabastir els estocs occidentals.
El 16 de febrer del 2023 el Parlament Europeu va aprovar una resolució en què se sol·licitava considerar seriosament l'enviament d'avions de combat a Ucraïna, així com un assegurament del compliment estricte de les sancions ja vigents i que es completés el marc legal que havia de permetre utilitzar els actius russos confiscats en la recontrucció d'Ucraïna.
També es va confirmar el mes de febrer que, per part dels EUA, es van començar a subministrar a Ucraïna per primer cop munició de llarg abast. Es tractava de les bombes guiades per GPS «JDAM-ER», fabricades per Boeing i adaptades als avions de combat de l'era soviètica utilitzats per la Força Aèria Ucraïnesa, i que un cop llançades tenen un abast de prop de 80 km en desplegar-se unes ales.
En relació amb la proposta estoniana de proveir Ucraïna amb 4.000 milions d'euros en munició, el 8 de març del 2023 la UE va aprovar finalment destinar 2.000 milions d'euros a proveir-ne tant de 155 mm (calibre OTAN) com 122 mm (estàndard «soviètic»), acord però que hauria de formalitzar-se el següent dia 20. Amb això els països europeus també aprovaven la compra per a la recuperació dels seus propis estocs que havien disminuït molt. A finals de mes de març, la UE va assegurar que hauria format a més d'11.000 soldats ucraïnesos, i es proposava arribar als 30.000 a finals del 2023. En aquest punt, en una reunió a Estocolm dels membres de l'OTAN, el seu secretari general va afirmar que els aliats havien proveït Ucraïna amb 65.000 milions d'ajut militar, 150.000 milions si s'hi afegien altres partides.
Polònia novament va fer un pas endavant, en relació als seus socis de l'OTAN, en trencar un nou tabú i anunciar el 16 de març l'enviament de 4 caces bombarders MiG-29 a Ucraïna, amb la idea de pressionar els seus aliats en avançar en l'acord de transferir F-16. Tanmateix, això no es va poder efectiu fins al 13 d'abril, quan Alemanya, com hereva legal de l'antiga República Democràtica Alemanya, va aixecar el veto que encara disposava. Finalment Polònia va poder iniciar la logística d'entrega de 5 aparells MiG-29.
Polònia també es va afegir el 23 de març, junt amb Espanya i Lituània, a la iniciativa d'aquisició col·laborativa de municions de l'Agència Europea de Defensa, afegint-se als 17 estats membres de la UE i Noruega que havien signat inicialment l'acord.
El 27 d'abril es va conèixer que Ucraïna ja havia rebut un 98% del total de material militar compromès pels seus aliats occidentals, inclosos carros de combat.
Alemanya va aprovar un paquet de 2.700 milions d'euros en ajut militar a Ucraïna el 13 de maig del 2023, el més elevat des de l'inici de la invasió russa. Va incloure, entre d'altres, un total de 30 tancs Leopard 1 i 15 blindats antiaeris Gepard, 4 sistemes de defensa antiaèria IRIS-T-SLM i 20 vehicles blindats de transport d'infanteria Marder.
El 19 de maig es va confirmar l'autorització dels Estats Units per a que els aliats europeus proveïssin de caces F-16 a Ucraïna, alhora que formar als seus pilots, en una aliança que d'entrada va comptar amb el Regne Unit, Països Baixos, Dinamarca i Portugal, però en canvi se'n van desmarcar països com Bèlgica o Polònia per no disposar d'aparells suficients.
El 25 de maig fou notícia que Ucraïna havia rebut de Corea del Sud «centenars de milers» de municions a través dels EUA, que s'afegia al compromís europeu de fer-ne arribar un milió en 12 mesos.
Pel que feia a Suïssa, en canvi, el 2 de juny la cambra baixa del país alpí va votar en contra d'un projecte de llei que volia permetre a terceres parts poder reexportar armes fabricades en territori suís cap a Ucraïna, amparant-se en la seva política de neutralitat. Es tractava de 96 tancs Leopard 1 que una empresa suïssa havia comprat el 2016 a Itàlia, i que aquesta volia vendre a Rheinmetall per a que els acondicionés. El Consell Federal suís finalment es va posicionar el 29 de juny en contra de l'operació.
L'endemà Brasil va denegar la venda a Ucraïna de 450 vehicles 6x6 «Guaraní» de transport de personal que s'havien de destinar a l'evacuació mèdica al front, i que els aliats d'Ucraïna havien de fer-se càrrec del seu cost.
El 7 de juliol els EUA van aprovar enviar a Ucraïna bombes de dispersió, una munició prohibida per més de 100 països, molts d'ells aliats europeus, però no pas per EUA, Ucraïna o Rússia mateixa qui, de fet, portava utilitzant-les des de l'inici de la guerra. Organitzacions internacionals com Human Rights Watch van condemnar la decisió.
Durant la cimera de l'OTAN a Vílnius del 12 de juliol de 2023 es va tractar la manera com es podien oferir garanties de seguretat a Ucraïna, tot i que finalment no es va oferir una senda concreta a Ucraïna per a la seva adhesió. Tanmateix, els països del G-7 van comprometre's de forma individual, mitjançant acords bilaterals, l'ajut a llarg termini fins que es pogués produir l'adhesió, a través de la Declaració Conjunta de Suport a Ucraïna sobre garanties de seguretat.
Els tancs Abrams M1 dels EUA no van arribar a temps per a la contraofensiva de primera i estiu, però a finals de juliol es va preveure que Ucraïna els podria rebre el setembre del 2023. Les negociacions per a l'enviament d'avions de combat F-16 encara anaven més endarrerides, i no es preveia que poguessin enviar-se fins ben entrat el 2024 o, fins i tot, al final de la contraofensiva actual. Sí que es va iniciar però la planificació de l'entrenament de pilots ucraïnesos. L'11 d'agost, de fet, es va concretar que els primer grup de 6 pilots ucraïnesos formats en els F-16 no hauria acabat la capacitació abans de l'estiu del 2024, mentre s'acabava de definir si seria Dinamarca o Països Baixos qui els entrenaria, països amb menys capacitat que els EUA.
A principis d'agost del 2023 també es va començar a parlar sobre l'enviament de míssils de llarg abast Taurus alemanys a Ucraïna, amb un abast molt superior als Storm Shadow i SCALP enviats pel Regne Unit i França (d'entre 500 i 750 km segons les fonts). Els principals temors alemanys voltaven a l'entorn del seu possible ús en objectius a l'ínterior del territori rus, així com al fet que els EUA seguien sense comprometre's a enviar-hi els seus equivalents ATACMS.
Grècia es va afegir a la Declaració Conjunta de Suport a Ucraïna sobre garanties de seguretat del G-7, davant del fet que des de l'OTAN no es va poder. Amb aquesta adhesió, ja eren un total de 14 els països que es comprometien a establir negociacions per a acords bilaterals, a part dels del propi G-7. A Grècia s'hi havien afegit prèviament Bèlgica, Txèquia, Dinamarca, Finlàndia, Islàndia, Irlanda, Letònia, Països Baixos, Noruega, Portugal, Romania, Espanya o Suècia. Macedònia del Nord s'hi va afegir el 15 d'agost. A finals d'agost eren 22 els països adherits, amb la incorporació d'Eslovènia, mentre que Ucraïna ja havia començat les negociacions bilaterals amb Canadà, EUA, Països Baixos i Regne Unit.
Suècia va anunciar el 15 d'agost un nou paquet d'ajuda militar valorat en uns 286 milions d'euros de recanvis i municions per al vehicles de combat CV90 i CV122, així com del sistema d'artilleria Archer, entregats anteriorment. Amb aquest, ja són 12 els paquets de suport aprovats pel país nòrdic, que sumen un import acumulat 1.437 milions d'euros.
El 18 d'agost els Estats van avalar l'enviament d'avions de combat F-16 a Ucraïna per part dels Països Baixes i Dinamarca, que també s'encarregaven de la formació dels pilots. Pocs dies després Noruega s'hi va afegir comprometent un nombre indeterminat d'unitats; es va concretar que els avions compromesos per Dinamarca era de 19, amb un primer lot a lliurar a principis de 2024. El 24 d'agost els EUA van afegir-se a la coalició internacional per tal de formar els pilots i donar suport tècnic. La coalició liderada per Dinamarca i Països Baixos tanmateix comptava amb 9 països més, sobretot per a formació de pilots i suport tècnic. La previsió era que la flota de F-16 fos de com a mínim 61 unitats.
Els Estats Units van aprovar el 6 de setembre de 2023 un paquet d'ajuda que va incloure per primer cop munició amb urani empobrit, que podria ser utilitzada amb els tancs de combat M1 Abrams que el país americà havia de fer-hi arribar en les següents setmanes. Aquest tipus de munició permet destruir amb més facilitar els vehicles blindats de l'enemic, tot i que és controvertit per les seves propietats radioactives. Rússia ho va qualificar d'«acte criminal». Aquest mateix dia es va concretar una trobada entre Vladímir Putin i Kim Jong-un a Vladivostok, per tal d'abordar la compra de munició d'artilleria per part de Rússia.
El 25 de setembre Zelenski va anunciar l'arribada de les primeres unitats de tancs M1 Abrams, del lot de 31 unitats que Joe Biden s'havia compromès a principis d'any a enviar, de manera que podrien entrar en combat en la contraofensiva en curs en aquell moment.
Amb l'esclat de la guerra oberta entre Israel i Hamàs a la Franja de Gaza l'octubre de 2023, foren moltes les opinions sobre que podria afavorir a Rússia atès que el principal proveïdor i suport militar d'Ucraïna, els Estats Units, haurien de comprometre recursos a ambdós conflictes. El cap del Pentàgon va assegurar tanmateix que els EUA seguirien donant el mateix suport a Ucraïna, i que el conflicte a Israel no afectaria. El grup de Ramstein de fet, en la seva 16a reunió en aquest format de la cinquantena de països aliats d'Ucraïna, va aprovar l'11 d'octubre un paquet d'ajut militar de 33.000 milions de dòlars. Bèlgica en concret, va anunciar que enviaria avions de combat F-16 a Ucraïna, tot i que a partir del 2025, es va comprometre a enviar un 1.700 milions d'ajut fruit dels impostos als actius russos congelats al país i a tallar l'acés dels diamants de sang arribats de Rússia al mercat belga. Amb l'aportació d'aparells F-16, Bèlgica es va afegir a la coalició internacional liderada per Països Baixos i Dinamarca, que s'havien compromès a enviar-hi 42 i 19 aparells respectivament a partir de principis de 2024.
El 17 d'octubre es va produir el primer ús de míssils balístics MGM-140 ATACMS (inicials en anglès per «Army Tactical Missile System») des de plataformes HIMARS, que els EUA havien fet arribar en secret i per sorpresa a Ucraïna. L'aeroport de Berdiansk (Zaporíjia), la base operativa més avançada dels helicòpters d'atac russos en territori ucraïnès ocupat, fou objecte d'un atac amb aquests míssils de llarg abast, a una distància de com a mínim 100 km dels punts segurs per al seu llançament més propers. L'atac va provocar un nombre significatiu de pèrdues materials.

#### Equipament militar rebut per Ucraïna el 2022
El total d'equipament militar rebut per part d'Ucraïna dels seus aliats durant el 2022, que va poder ser verificat per part d'Oryx, fou:
| Tipus d'equipament rebut                   | Quantitat | Comentaris |
| ------------------------------------------ | --------- | --- |
| Carros de combat                           | 410       | Tancs de l'era soviètica per part de Polònia, Txèquia i Eslovènia                                                                                     |
| Blindats de combat                         | 300       | Inclosos 250 vehicles de combat d'infanteria de l'era soviètica per part dels països excomunistes de l'OTAN                                           |
| Vehicles de combat d'infanteria            | 1.540     | Inclosos 1.250 Humvees estatunidencs. |
| Transport blindat de personal              | 1.100     | Entre ells: 460 M113 i 250 M117s (EUA, Regne Unit, Lituània, Austràlia, Alemanya, Dinamarca, Portugal i Espanya).                                     |
| MRAP                                       | 925       | Entre ells: 440 M1224 MaxxPros (EUA), 90 Bushmasters australians                                                                                      |
| Obusos (sumant remolcats i autopropulsats) | 700       | 300 obusos remolcats (210 155mm M777 i 72 obusos 105mm), 400+ autopropulsats (inclosos 180 en camí)                                                   |
| MLRS                                       | 95        | 38 HIMARS (EUA), 40 MLRS de 122mm de l'era soviètica (Polònia, Txèquia)                                                                               |
| Sistemes antiaeris                         | 70+       | 37 Gepard autopropulsats (Alemanya), 8 NASAMS (Regne Unit), 2 bateries Patriot (EUA i Alemanya), 6 Strela-10Ms (Txèquia), 6 Stormer HVMs (Regne Unit) |
| Avions                                     | 18+       | Su-25 de fabricació russa (14 Bulgària i 4 Macedònia del Nord)                                                                                        |
| Helicòpters                                | 40+       | Mi17, Kamov |
| Drons de combat (UCAV)                     | 30+       | Bayraktar TB2 (Turquia) |
| Drons de reconeixement (SEAD)              | 415       | Varis models i donants |
| Munició rondadora (drons suïcides)         | -         | Centenars de US Switchblade |

Una part dels ajuts europeus són destinats al subministrament d'equipament no letal, en especial perquè hi ha 3 països de la UE que mantenen una postura neutral davant d'aquest conflicte: Irlanda, Àustria i Malta. N'és un exemple que en el sisè tram d'ajut aprovat el 17 d'octubre del 2022, un total de 1.000 milions d'euros foren aportats per aquests tres països per l'adquisició de material no ofensiu. Una altra partida no estrictament d'equipament letal és l'entrenament de tropes ucraïneses en diferents països europeus, tot i que en aquest cas aportada pels altres 24 països alineats militarment amb Ucraïna.

### Suport financer i humanitari
Segons el primer ministre d'Ucraïna, durant els primers 10 mesos de la guerra amb Rússia, el país va rebre més de 31.000 milions de dòlars dels seus aliats. A més a més, va aconseguir posposar el pagament del deute durant dos anys, així com captar més de 5.000 milions de dòlars amb l'emissió de bons de guerra. També calculava que, en aquell moment a finals del 2022, Ucraïna necessitaria més de 700.000 milions de dòlars per a la seva reconstrucció. El mes de juny anterior s'havia estimat en 350.000 milions.
El 17 de gener del 2023 la Comissió Europea va desemborsar el primer tram de 3.000 milions d'euros del paquet d'assistència macrofinancera+ (MFA+) de 18.000 milions d'euros compromesos pel 2023. Aquests fons anaven destinats al pagament de salaris i pensions, funcionament dels serveis públics essencials i a l'estabilitat macroeconòmica i restauració de la infraestructura crítica.
El Japó fou un dels països que va centrar la seva col·laboració estrictament en l'àmbit humanitari i de reconstrucció, a través de la seva Agència de Cooperació Internacional (JICA). A finals de gener de 2023 la JICA va reprendre les seves activitats, que s'havien aturat prèviament.
El 31 de gener va començar un fòrum comercial, patrocinat pel primer ministre de Luxemburg Xavier Bettel, sota el títol «Recuperació ràpida d'Ucraïna», amb la prioritat de finançar iniciatives vinculades amb l'energia, restauració d'habitatges i la infraestructura crítica i social. Durant l'acte d'obertura Ucraïna va rebre 250 milions de dòlars per a finançar les pimes.
El 6 de febrer de 2023 el govern de Noruega va comprometre un fons a 5 anys de gairebé 9.000 milions d'euros (75.000 milions de corones), que es desemborsaran a un ritme anual de més de 1.300 milions d'euros durant el període 2023-2027. Aquest paquet fou aprovat pel parlament el 16 de febrer següent.
El 16 de febrer es va produir la primera visita d'un alt representant d'Israel a Kíiv, que es va comprometre a donar suport a la fórmula de pau proposada per Zelenski davant l'ONU i a obtenir un fons de fins a 200 milions de dòlars per a projectes de salut i infraestructura. També es va comprometre a desenvolupar un sistema intel·ligent d'alerta ràpida als atacs aeris, així com van sondejar la possibilitat d'involucrar-se en la reconstrucció del país.
El Japó, després de reprendre a Ucraïna la seva activitat de cooperació humanitària el gener, va comprometre el 20 de febrer un ajut financer addicional de 5.500 milions de dòlars.
Segons va informar el primer ministre ucraïnès Denís Xmihal el 23 febrer de 2023, Ucraïna estava destinant un pressupost equivalent al total en temps de pau només a l'exèrcit, i va valorar en 38.000 milions de dòlars el dèficit pressupostari durant el primer any de guerra. El dèficit pressupostari del 2022 havia estat de 31.000 milions de dòlars, mentre el país havia perdut un 30% del PIB. Per tal de cobrir aquest dèficit i permetre finançar l'activitat ordinària i serveis essencials, els membres del G-7 i la UE s'havien compromès a aportar 39.000 milions de dòlars durant el 2023.
El 23 de març el Banc Mundial va valorar en més de 411.000 milions de dòlars les necessitats de fons de recuperació per part d'Ucraïna en motiu de les pèrdues ocasionades per la invasió russa, que era equivalent a 2,6 vegades el PIB del país. El setembre del 2022 la mateixa entitat ja ho vaig estimat en més de 349.000 milions. Per la seva banda, el valor de les pèrdues generades per la invasió van ser valorades en 143.800 milions de dòlars el febrer del 2023 per part de la Kyiv School of Economics.
El 16 d'agost de 2023 la Comissió Europea va anunciar la reassignació de recursos de cooperació internacional inicialment destinats a Belarús i Rússia cap a Moldàvia i Ucraïna. Aquests fons formaven part d'un paquet per al període 2021-2027 per a connexions transfrontereres, desenvolupament de serveis sanitaris i educatius i capacitats institucionals. El març de 2022 ja n'havia recol·locat una primera partida de 26 milions d'euros, ara ho ha fet amb la resta.

### Iniciativa de grans del Mar Negre

Iniciativa del Gra del Mar Negre renovada el 17 de novembre del 2022, després de signar-se inicialment el 22 de juliol de 2022

Una de les conseqüències d'aquesta guerra fou els problemes per exportar blat i altres cereals, tant per part d'Ucraïna com de Rússia, degut a les sancions internacionals. Entre els dos països exportaven més d'un terç del blat del món, així com altres cereals i, en el cas de l'oli de gira-sol, Ucraïna sola n'exportava abans de la guerra el 46% mundial. El juliol del 2022 es va signar a Istanbul un acord (en anglès Black Sea Grain Initiative) pel qual es garantia que tots dos països poguessin seguir exportant-ne (en el cas de Rússia afegint fertilitzants), amb la mediació de Turquia i les Nacions Unides, i així alleujar possibles augments de la fam al món i, en especial, estabilitzar els preus als mercats internacionals. A partir d'aquest acord es va establir un corredor per la sortida de vaixells des dels ports ucraïnesos de la mar Negra, a l'entorn de la zona d'Odessa.
Segons el govern ucrainès, durant els primers 150 dies del corredor marítim de gra ucraïnès, 605 vaixells n'havien pogut salpar, exportant un total de 15,9 milions de tones de cereals. En particular, 4,7 milions ho foren de blat i 7 de panís. Per mesos, l'exportació fou la següent:
| Mes de 2022 | Milions de tones |
| ----------- | ---------------- |
| Agost       | 1,7              |
| Setembre    | 3,9              |
| Octubre     | 4,2              |
| Novembre    | 2,6              |
| Desembre    | 3,6              |

Nou d'aquests vaixells van sortir d'Ucraïna sota el paraigua del Programa mundial d'aliments de l'ONU, amb una càrrega de 300.000 tones de cereals. Addicionalment, 3 vaixells més, amb 80.000 tones de blat per a països africants, ho havien estat en el marc del programa Gra d'Ucraïna del propi govern del país.
Durant el primer mes i mig de 2023 es va informar que s'havien pogut exportar més de 21 milions de tones de grans gràcies a aquest acord. Tanmateix, Ucraïna va denunciar que de no haver-hi hagut problemes de lentitud per part de la inspecció russa, hauria pogut ascendir a 35 Tn. A 12 de febrer, segons les autoritats ucraïneses, hi havia un total de 145 vaixells pendents de ser inspeccionats, d'ells 122 en direcció als ports per a carregar grans. A més, des de Rússia es tornava a començar a parlar de la renovació futura, en el sentit que no era apropiat fer-ho si no s'aixecaven totes les sancions contra el país.
| Mes de 2023    | Milions de tones | [ 396 ]        |
| -------------- | ---------------- | -------------- |
| Gener          | 2,9              |                |
| Febrer         | 3,5              |                |
| Març           | 3,8              |                |
| Abril          | 2,8              |                |
| Maig           | 1,3              |                |
| Juny           | 2,0              |                |
| Juliol         | 0,3              | fins 15-7-2023 |
| Total acumulat | 32,9             |                |

El 18 de març l'acord fou renovat, però només per 60 dies per voluntat de Rússia, en lloc dels 120 de durada de l'acord inicial i la renovació de novembre. Alhora, va denunciar que mentre Ucraïna podia exportar el seu gra sense problemes, Rússia no podia fer el mateix amb els aliments i fertilitzants, tot i que la UE afirmà que les exportacions a tercers països estaven excloses de les sancions.
Amb relació a l'exportació del gra ucraïnès en un sentit més ampli, l'abril del 2023 es va palesar el malestar en els països fronterers amb Ucraïna (Bulgària, Hongria, Polònia, Romania i Eslovàquia) per l'excés d'oferta als seus mercats, que perjudicava greument als seus productors nacionals. Els països de l'est d'Europa van prohibir-ne la importació, tot i que això no afectava al trànsit cap a altres països de la UE. La Comissió Europea va mirar de buscar-hi solucions amb una aportació d'un paquet de 100 milions d'euros per eliminar les restriccions i compensar els països afectats.
Finalment però, el 28 d'abril la Unió Europea va arribar a un acord per allargar un any més la supressió d'aranzels dels productes agrícoles procedents d'Ucraïna, amb un paquet d'ajuda als agricultors dels països fronterers i mecanismes de salvaguarda per als corredors solidaris per fer-los arribar a la resta de la UE.
El 17 de maig l'ONU i Turquia van confirmar l'extensió durant 2 mesos més de l'acord, malgrat que Rússia seguia reclamant que no s'acomplien les contrapartides que demanava, com ara l'aixecament de l'embargament i sancions occidentals a les empreses russes relacionades amb la producció i exportació d'aliments.
El 5 de juny es va produir una explosió a un ducte d'amoníac en territori ucraïnès, que abans de la invasió russa havia servit a Rússia per exportar aquest fertilitzant. Les autoritats del país van afirmar que això podia afectar la següent renovació de l'acord de grans actual, que estava vigent fins al 17 de juliol següent.
El dia en què va vèncer l'acord, el 17 de juliol, Rússia va anunciar d'entrada que no el renovava i se'n retirava, en no haver-se complert les peticions russes. Tanmateix Turquia mantenia l'esperança de poder renovar-lo en breu.
Durant prop d'un any gairebé 33 tones de cereals i altres aliments van poder sortir des de ports ucraïnesos del Mar Negre, gràcies a la iniciativa de grans del Mar Negre.
| Producte               | % sobre el total | A països en desenvolupament | A països desenvolupats |
| ---------------------- | ---------------- | --------------------------- | ---------------------- |
| Blat de moro           | 51,4%            | 26,4%                       | 25,0%                  |
| Blat                   | 27,1%            | 17,6%                       | 9,5%                   |
| Productes del gira-sol | 11,4%            | 9,2%                        | 2,2%                   |
| Altres                 | 10,0%            | 4,0%                        | 6,0%                   |
| Total                  | 99,9%            | 57,2%                       | 42,7%                  |

El dies posteriors Rússia va bombardejar amb míssils de creuer i munició rondadora el port d'Odessa i altres de la zona, fent-los pràcticament inutilitzables i destruint magatzems i sitges plens de gra. Va mantenir una flota de 7 vaixells de superfície per evitar la possible entrada o sortida de vaixells granelers. Ucraïna va assegurar tanmateix que no necessitava a Rússia per reobrir el corredor. El preu del blat va patir un encariment important als mercats internacionals, després de les baixades que s'havien aconseguit per als diferents tipus de grans amb l'entrada en vigor de l'acord un any abans.
Durant la cimera Rússia-Àfrica que va començar el 27 de juliol del 2023, Rússia va comprometre entre 25.000 i 50.000 tones de cereals per 6 dels 17 països africans assistents (en l'anterior cimera hi havien assistit 42), en contrapartida per la possible afectació a la seguretat alimentària per la seva retirada de la Iniciativa de grans del Mar Negre. Durant l'any que va durar la iniciativa, es van exportar a països de l'Àfrica des dels ports ucraïnesos 4 milions de tones.
El 16 d'agost va salpar d'un dels ports de la regió d'Odessa el primer vaixell amb un carregament de gra des que Rússia no va renovar l'acord de grans. El vaixell alemanya «Joseph Schulte» va seguir la ruta que Ucraïna havia establert amb la voluntat de retablir la llibertat de navegació al Mar Negre, malgrat les amenaces russes.
El 18 d'agost Ucraïna i Romania van arribar a un acord per a l'exportació per terra de productes agrícoles, ateses les dificultats després dels atacs russos sobre les instal·lacions portuàries ucraïneses tant al Mar Negre com al Danubi, amb l'objectiu que hi puguin transitar fins a 4 milions de tones al mes, un 60% del total de les exportacions previstes.
Amb el bloqueig rus vigent, un segon carguer amb bandera liberiana va salpar d'Odessa el 27 d'agost. El vaixell, de nom «Primus», portava ancorat al port des del febrer de 2022, moment de la invasió inicial russa. La seva càrrega era acer per consum de països africants i va arribar bé a Romania.
El 31 d'agost seguien els esforços de Turquia en la recuperació de l'acord en el seu forma original, en la mesura que va visitar Ucraïna i tot seguit es disposava a visitar Moscou.
La Comissió Europea va decidir el 15 de setembre no estendre la prohibició d'importació de productes ucraïnesos destinats als mercats dels països limítrofs. Polònia, Hongria i Eslovàquia, tanmateix, van anunciar que seguirien prohibint-ho de manera unilateral, en especial Hongria amb més de 25 productes a la llista de prohibicions. Bulgària en canvi es va mostrar disposada a permetre de nou la importació, mentre que Romania no va posicionar-se inicialment. Alhora, per primera vegada des de la retirada de Rússia de l'acord de grans, 2 bucs granelers civils van arribar a un port ucraïnès per carregar cereals, el Resilient Africa i l'Aroyat, amb pavelló de Palau; fins aleshores, els 5 vaixells que havien fet ús del corredor marítim temporal habilitat per Ucraïna, havien estat naus que havien quedat atrapades a port en el moment de l'inici de la invasió russa.
El Resilient Africa va poder salpar i arribar a Istambul, mentre l'Aroyat va sortir de port el 22 de setembre amb 17.600 tones de blat cap a Egipte. Alhora, tres vaixells addicionals van arribar als ports ucraïnesos per carregar 127.000 tones de productes agrícoles i mineral de ferro per a Egipte, Espanya i la Xina.

### Sol·licitud d'ingrés de Suècia i Finlàndia a l'OTAN
Article principal: Adhesió de Suècia i Finlàndia a l'OTAN
El 18 de maig del 2022, els ambaixadors davant l'OTAN de Finlàndia i Suècia van lliurar la petició formal d'ingrés a l'OTAN, fet que va suposar trencar la seva tradicional política de neutralitat militar mantinguda durant 200 anys. Només Turquia hi va presentar d'entrada recels, tot i que en va alçar el veto a finals de juny. Rússia va afirmar al respecte que no suposaria massa canvis atès que ambdós països ja venien col·laborant-hi estretament.
El 5 de juliol del 2022 els 30 països membres van signar els protocols d'adhesió dels dos països nòrdics. La següent i darrera passa per a l'oficialització era la ratificació per part de cadascun dels països membres a títol individual. A finals d'octubre del 2022 tots els països ja havien ratificat de l'ingrés, i només restaven Hongria i Turquia, tot i que el secretari general de l'OTAN, Jens Stoltenberg, va afirmar que en qualsevol cas era «inconcebible que els aliats no actuessin en cas que Suècia o Finlàndia estiguessin sota qualsevol forma de pressió». El 24 de novembre el primer ministre hongarès, Viktor Orban, va afirmar que l'assumpte seria tractat al parlament en la primera sessió del 2023.
En declaracions de l'1 de febrer del president turc Tayyip Erdogan, es va mostrar finalment favorable a l'accés de Finlàndia a l'OTAN, però no pas encara de Suècia. Per la seva banda, el nou president electe txec, l'exgeneral de l'OTAN Petr Pavel, es va mostrar favorable al seu torn a l'ingrés d'Ucraïna un cop acabada la guerra.
El 9 de març encara no s'havia avançat en l'aprovació per part d'Hongria i Turquia de l'ingrés dels dos països a l'OTAN, encara que es continuaven produint contactes fluids sobre la base del Memoràndum Trilateral acordat en la cimera de l'OTAN de Madrid. La pretensió del secretari general, Jens Stoltenberg, és que es pugui formalitzar l'ingrés en la següent cimera prevista per al juliol de 2023.
El 23 de març de 2023 Finlàndia va entrar a formar part de l'Aliança Atlàntica, un cop Turquia en va desblocar l'accés. Finalment, després de mesos de blocar-ne l'adhesió, el 10 de juliol del 2023, Erdogan va aixecar el veto a la incorporació de Suècia, tot i que es mantenia el d'Hongria, just la setmana en què s'havia de produir la trobada de l'OTAN a Vílnius. Durant la cimera, el 12 de juliol de 2023, Erdogan va assegurar que el mes d'octubre següent el parlament turc tramitaria la ratificació de l'adhesió de Suècia.
El 25 de setembre el primer ministre hongarès, Victor Orbán, va assegurar que el seu país «no tenia cap pressa» en ratificar l'ingrés de Suècia a l'OTAN, alhora que es mantenia el bloqueig també per part de Turquia.

### Declaració de Rússia com a 'Estat patrocinador del terrorisme' i de crims contra la humanitat
A finals de setembre del 2022, Ucraïna va demanar a la comunitat internacional que declarés a Rússia un 'Estat promotor del terrorisme' en base, segons un informe intern, a situacions com el possible sabotatge del gasoducte Nord Stream, o les suposades accions contra la població civil, o estrictament contra objectius no militars, que qualificava de genocidi en ubicacions recuperades de l'ocupació russa com Butxa, Izium o Mariúpol. D'entrada els EUA van descartar de fer-ho.
El 23 de novembre el ple del Parlament Europeu va votar una resolució per a declarar Rússia com estat promotor del terrorisme, amb 494 vots a favor, 58 en contra i 44 abstencions. Els parlaments de diversos països ja ho havien fet prèviament, com és el cas de Letònia el mes d'agost, o bé ho van fer posteriorment, com és el cas de Polònia el desembre, fets que Rússia va qualificar com a «histèria antirussa». El febrer de 2023 s'hi va afegir el parlament d'Eslovàquia.
| Declaracions de Rússia com a patrocinadora del terrorisme | Declaracions de Rússia com a patrocinadora del terrorisme |
| --------------------------------------------------------- | --------------------------------------------------------- |
| Ucraïna                                                   | Polònia                                                   |
| Letònia                                                   | Països Baixos                                             |
| Lituània                                                  | Eslovàquia                                                |
| Estònia                                                   | Europa (Parlament UE i Consell d'Europa)                  |

Segons declaracions per videoconferència del cap de la Presidència d'Ucraïna el 17 de gener del 2023, Andriy Yermak, el seu país ja havia documentat més de 80.000 crims de guerra, inclosos 9.000 civils i, entre ells, 453 menors. En aquesta intervenció sol·licitava als seus socis avançar en la creació d'un Tribunal Internacional Especial per al crim d'agressió rus contra Ucraïna, que ja té el suport de l'Assemblea Parlamentària del Consell d'Europa (PACE), el Parlament Europeu, l'Assemblea Parlamentària de l'OTAN, el Seimas de Lituània, els Parlaments d'Estònia, Països Baixos, Txèquia i Letònia. A principis de març de 2023 ja eren 29 els països que s'havien sumat a l'anomenat «Core Group Coalition», grup impulsor d'aquest Tribunal Internacional Especial.
Amb relació a la crisi nuclear, també es va fer públic que una missió de l'Agència Internacional de l'Energía Atòmica (IAEA) havia arribat ja a la Planta Nuclear del Sud d'Ucraïna (Pivdennoukrainsk), óblast de Mikolaiv, al sud d'Ucraïna.
Un any després d'iniciada la invasió russa, es van produir més declaracions i pressions a l'entorn de la deportació forçada de menors ucraïnesos per part de Rússia cap a camps de «reeducació», es calculava que eren uns 6.000 en aquell moment, un aspecte que Rússia no ha desmentit en cap moment, però ho emmarca en l'acollida humanitària i la «desnazificació».
El 27 de febrer es va fer pública l'esbós d'una iniciativa de la Comissió Europea i Polònia, amb el suport de l'ONU, per a jutjar els crims russos en el segrest de, com a mínim, 6.000 menors ucraïnesos. A banda, en una nova actualització de dades, l'Oficina del Fiscal General d'Ucraïna augmentava fins a més de 88.000 crims de guerra els que tenia documentats, amb 461 menors assessinats i 927 ferits.
En un altre àmbit de possibles iniciatives legals internacionals contra Rússia s'hi emmarca la reunió del 7 de març del 2023 que va tenir Andriy Yermak, assessor de la presidència ucraïnesa, amb entitats ambientalistes per enfilar una iniciativa per tipificar els possibles crims russos contra el medi ambient (ecocidi) durant la invasió. Malgrat que a l'inici de la invasió ja fou un tema de debat i apuntat com a objectiu rus, en especial pel que fa als boscos, no havia estat fins a aquest moment tractat formalment, quan es calculava que el dany podria ascendir a 47.000 milions de dòlars (rius contaminats, terres malmès, arbres reduïts a cendres, extracció d'aigua,...).
El 9 de març del 2023, el Parlament Federal de Bèlgica va aprovar una resolució que reconeixia l'Holodomor de 1932-33 com a acte de genocidi contra el poble ucraïnès perpetrat per la Unió Soviètica d'Stalin.
Coincidint amb l'aniversari del bombardeig del Teatre de Mariúpol ple de civils el 16 de març, la Comissió Internacional Independent d'Investigació sobre Ucraïna amb mandat de l'ONU va emetre un informe on exposava que alguns dels actes comesos per Rússia a Ucraïna podien tipificar-se com a crims contra la humanitat, entre els quals la deportació de menors, assassinats deliberats i tortura d'ucraïnesos. Rússia va assegurar que estaven preparats per respondre un a un dels casos, sempre i quan les conclusions no estiguessin esbiaixades, la qual cosa faria que fos inútil.
El 17 de març de 2023 el Tribunal Penal Internacional (TPI), amb seu a la Haia, va emetre una ordre de detenció internacional contra el president rus Vladímir Putin i Maria Lvova-Belova, comissionada russa per als drets de la infància, per crims de guerra en la suposada deportació forçada de menors ucraïnesos a territori rus. El TPI depèn de l'ONU i el regula l'Estatut de Roma el qual, però, no ha estat ratificat ni per Rússia ni per Ucraïna.
Poc després, el 19 de març, Putin va visitar Mariúpol, en el que representava la primera visita del mandatari rus als territoris ocupats a Ucraïna, a part de Crimea. L'endemà el president xinès Xi Jinping va fer una visita oficial sorpresa de tres dies a Moscou, on va expressar la voluntat de donar un «nou impuls» a les relacions bilaterals i va demanar al TPI que respectés la immunitat dels caps d'estat. El Ministeri d'Afers estrangers va afegir-hi el malestar amb el TPI per no tenir una postura «objectiva i imparcial». El mateix dia, el vicepresident del Consell de Seguretat rus i ex-president, Dmitri Medvédev, va amenaçar amb míssils el TPI per l'ordre de detenció contra Putin.
El 23 de març del 2023, el parlament d'Islàndia va decidir per unanimitat declarar l'Holodomor de 1932-1933 un genocidi del poble ucraïnès.
En relació amb la iniciativa polonesa i de la Comissió Europea per la repatriació dels menors ucraïnesos deportats a Rússia, el 10 d'abril del 2023 la viceprimera ministra Iryna Vershchuk va fer referència als avenços en la creació de l'aliança internacional pel retorn de 4.396 orfes ucraïnesos deportats, d'un total de 19.384 documentats, fent referència a la necessitats que fossin organismes internacionals com el Comitè Internacional de la Creu Roja (CICR), l'Alt Comissionat de les Nacions Unides per als Refugiats (ACNUR) o el Fons de les Nacions Unides per a la Infància (UNICEF) les que fessin de mediadores.
El 16 d'abril de 2023, segons l'agència Energoatom encarregada de la gestió de la central nuclear de Zaporíjia, Rússia va començar a deportar menors ucraïnesos d'Enerhodar, ciutat on se situa la central. El mateix dia, es va saber que Costa Rica s'afegia als altres 32 països que formen el Grup Principal sobre el Tribunal Especial per al crim d'agressió contra Ucraïna", iniciativa que havia començat a promoure la Comissió Europea el mes de gener, i a la qual s'hi havien afegit el 28 de març els Estats Units. Se seguia treballant en la seva creació, i des del Grup principal de 33 països es plantejava la possibilitat que estigués ubicat fora d'Ucraïna, tot i que basat en el seu dret i el dret internacional.
Moldàvia i Macedònia del Nord, entre d'altres, s'hi van afegir posteriorment, i a 28 d'abril del 2023 ja eren 36 els països que formaven part del Grup principal. Justament aquest dia, Putin va signar un decret pel qual es posaven terminis per a les persones ucraïneses sense passaport rus de les zones ocupades de l'est d'Ucraïna per a demanar-lo, de manera que a partir de l'1 de juliol de 2024 podrien ser deportades en ser considerades «estrangeres i representar una amenaça per a la seguretat nacional». La deportació forçada de població local és considerat un crim de guerra per part del Tribunal Penal Internacional.
El 22 de juny del 2023, el secretari general de l'ONU, António Guterres, va lliurar el seu informe anual al Consell de Seguretat, en el que va informar de morts i mutilacions d'infants a Ucraïna. Per part de Rússia va denunciar la mort de 132 infants durant el 2022, 518 mutilacions i 480 atacs contra escoles i hospitals, així com de l'ús de 91 infants com a escuts humans. Per la part de les forces ucraïneses va informar de 80 morts, 175 mutilacions i 212 atacs contra escoles i hospitals. Cap dels dos països van voler comentar les conclusions de l'informe.
El 5 de juliol, l'assemblea de l'Organització per a la Seguretat i la Cooperació Europees va reconèixer Rússia com estat patrocinador del terrorisme, així com declarar les accions del Grup Wagner en nom de Rússia com a terroristes.
En un intercanvi de presoners produït el 6 de juliol, Rússia va retornar dos menors ucraïnesos deportats, amb els quals feien un total de 380 els menors deportats que havien pogut tornar a Ucraïna, però encara en restaven més de 19.000, segons les autoritats ucraïneses.
El 20 de juliol, la Creu Roja Internacional es va desmarcar de la filial a Belarús després que se sabés que aquesta havia participat en la deportació de menors ucraïnesos de les zones ocupades per Rússia a Ucraïna.
El primer d'agost del 2023 la UNESCO va publicar un informe segons el qual un total de 274 llocs d'interès cultural havien resultat malmesos a Ucraïna en el marc de la invasió russa i durant el primer any, fins a 24 de febrer, entre ells 117 espais religiosos, 27 museus, 98 edificis d'interès històric i/o arquitectònic, 19 monuments i 12 biblioteques.
Segons un estudi recollit per The Guardian l'agost de 2023, la població ucraïnesa resident a les zones ocupades per Rússia fou forçada a sol·licitar la ciutadania russa amb l'amenaça de l'exclusió dels serveis socials, aliments i ser víctimes de detencions o deportacions, fet que podia considerar-se com a crim de guerra. El maig del 2023 el primer ministre rus va dir que s'havien emès més de 1,5 milions de passaports en aquestes quatre províncies ucraïneses. L'estudi indicava que podien ser més atès que el govern de Lugansk va dir que 3 de cada 4 residents ja tenien la ciutadania russa. Un cop passen a ser considerats ciutadans russos, poden ser cridats a files a lluitar contra el seu país.
El 12 d'octubre Vladímir Putin va fer el seu primer viatge a l'estranger després que el 17 de març el TPI emetés una ordre d'arrest internacional contra ell per la deportació forçada de menors ucraïnesos a diverses parts de Rússia. El president rus es va desplaçar a Kirguizstan, país que tanmateix no és signant de l'Estatut de Roma i, per tant, no estava obligat a complir amb l'ordre.
En una resolució de l'Assemblea Parlamentària del Consell d'Europa del 13 d'octubre, de la qual Rússia en fou expulsada mesos enrere, es va qualificar aquest estat de «dictadura de facto» i es va demanar als estats membres que trencar tota mena de contacte amb Rússia, excepte per a qüestions humanitàries.
El comissionat de Drets Humans del Parlament d'Ucraïna va assegurar el 7 de desembre que un total de 28.000 civils ucraïnesos havien estat empresonats des de l'inici de la invasió. També va xifrar en 19.500 els menors deportats a Rússia. El 5 de desembre Rússia va alliberar 6 menors ucraïnesos amb la mediació de Qatar, mentre s'informava que uns 400 menors en total havien pogut ser retornats a casa.

### Acollida de població ucraïnesa refugiada en règim de protecció temporal
A 10 de gener del 2023, i segons dades de l'ACNUR, es van acollir a través del mecanisme de la Directiva de protecció temporal un total de 4.928.311 persones, tot i que se n'han registrat per altres mecanismes o bé simplement van retornar un total de 7.968.510. Per estats les dades són les següents:
| Núm. d'ordre a Europa | Estat    | Població refugiada |
| --------------------- | -------- | ------------------ |
| 1                     | Polònia  | 1.563.386          |
| 2                     | Alemanya | 1.021.667          |
| 3                     | Txèquia  | 477.614            |
| 4                     | Itàlia   | 167.925            |
| 5                     | Espanya  | 161.012            |
| 7                     | França   | 118.994            |

Segons dades del Ministeri de l'Interior espanyol fins al 28 de desembre del 2022, al País Valencià és on més població ucraïnesa refugiada es va acollir de l'estat espanyol, des que es va activar el mecanisme fixat per la Directiva de protecció temporal el passat 10 de març del 2022, amb un total de 42.739 persones (27% del total de l'estat espanyol). A Catalunya s'hi van acollir, en el mateix període, un total de 36.641 persones (23%). Entre els dos territoris sumen gairebé la meitat del total estatal (49%).
Eurostat, per la seva banda, un any després va quantificar en 4,2 milions les persones refugiades a la UE sota aquest mecanisme des que va esclatar la guerra. Els principals països receptors foren Alemanya (1,2 milions), Polònia (960.620), Txèquia (364.459) i Espanya (gairebé 190.000). Les dones foren un 46,4% del total, mentre que un 33,4% eren menors d'edat.

## Pèrdues humanes i materials provocades per la invasió

### Pèrdues humanes
Si bé és impossible tenir aproximacions fiables, van anar apareixent algunes xifres de víctimes. El 22 de gener del 2023, l'Estat Major noruec va fer públic que estimava que les baixes humanes de personal militar, sumant els morts en combat i els ferits, ascendia a 180.000 pel costat rus i a 100.000 per l'ucrainès. El dia anterior la intel·ligència estatunidenca havia estimat un total de 188.000 baixes russes, entre morts, ferits i desertors. Un increment substancial des de l'estimació de 100.000 baixes que el Secretari de Defensa del Regne Unit, Ben Wallace, havia fet un mes abans, a finals del 2022.
Una altra font són les dades que oferia diàriament el Ministeri de Defensa d'Ucraïna de morts russes, que a 22 de gener ascendia a 120.760, molt superior doncs a les ofertes per part dels països de l'OTAN. Rússia no publica dades sobre baixes ucraïneses, sinó només sobre pèrdues materials infligides.
Amb relació a morts d'oficials russos, el compte OSINT txec KilledInUkraine va verificar un total de 2.708 morts fins al 24 d'agost de 2023, 6 d'ells generals.
Pel que fa a víctimes civils, l'Estat Major norueg va estimar-les en 30.000 morts, que contrasten amb les que ofereix l'ONU, tot i que en aquest cas es tracta de morts confirmades des del 24 de febrer de 2022, i que ascendia el 30 de gener a 7.110 morts (438 menors d'edat) i 11.547 ferits (842 menors d'edat).
El 24 de febrer de 2022, un any després d'iniciada la invasió russa, una estimació de la Universitat Harvard va xifrar les baixes militars ucraïneses en més de 130.000 entre persones mortes i ferides, mentre que representants dels EUA i la UE ho havien calculat uns dies abans pel costat rus en més de 200.000.
Segons les dades d'una suposada filtració de documents del Pentàgon de principis d'abril del 2023, fins al mes de febrer Rússia va tenir entre 189.500 i 223.000 baixes (xifra que alhora coincidia amb l'estimació britànica de 220.000 víctimes anterior), de les quals 43.000 morts en combat (relació aproximada d'1:5). Per la banda ucraïnesa la filtració mostrava entre 124.500 i 131.000 víctimes, entre elles 17.500 morts (relació 1:7).
|                                           | Víctimes | Morts | Ferits |
| ----------------------------------------- | -------- | ----- | ------ |
| Global                                    | 27.768   | 9.806 | 17.962 |
| Sota control ucraïnès quan es van produir | 22.468   | 7.649 | 14.819 |
| -Regions de Donetsk i Luhansk             | 10.668   | 4.305 | 6.363  |
| -Altres regions                           | 11.800   | 3.344 | 8.456  |
| Sota control rus quan es van produir      | 5.300    | 2.157 | 3.143  |
| -Regions de Donetsk i Luhansk             | 3.651    | 808   | 2.843  |
| -Altres regions                           | 1.649    | 1.349 | 300    |

De manera complementària, el 31 de gener l'Oficina del Fiscal General d'Ucraïna va publicar una actualització del nombre de crims comesos per part de Rússia que investigava, i que eren de 67.145 crims d'agressió i crims de guerra i 17.000 crims contra la seguretat nacional, considerant en especial els suposadament comesos contra menors d'edat: 459 morts i 917 ferits.
L'actualització de les víctimes menors d'edat a 13 d'agost del 2023, duta a terme per l'Oficina del Fiscal General d'Ucraïna, va pujar fins a més de 500 morts i 1.597 ferits de diversa gravetat. Per províncies, les víctimes es distribuïen sobretot a Donetsk 485, Khàrkiv 298, Kíiv 129 i Kherson 118, però també a Zaporíjia 99, Mikolaiv 97, Dnipropetrovsk 94, Chernígov 71 i Luhansk 67. Alguns mesos més tard, a principis de gener de 2024, el representant de l'UNICEF a Ucraïna va afirmar que gairebé 1.800 menors havien mort i resultat ferits des de l'inici de la guerra.
El 9 de setembre de 2023 va morir a Txàssiv Iar la cooperant catalana Emma Igual, directora de l'ONG Road to Relief, quan el vehicle en què viatjava cap a Ivanivske fou objecte d'un bombardeig directe rus. Igual treballava en l'evacuació de població civil de Bakhmut, i va arribar a Ucraïna el març de 2022. Igual va ser la primera víctima catalana del conflicte.
El Ministeri de Defensa del Regne Unit va estimar l'octubre de 2023 que Rússia havia patit un total d'entre 150.000 i 190.000 morts o incapacitacions en les seves tropes, i entre 240.000 i 290.000 ferides i posteriorment recuperades. Aquestes estimacions no incloien ni tropes milicianes del Grup Wagner ni presoners incorporats a files. Uns dies abans, el mitjà rus Mozhem Obyasnit havia calculat les morts militars russes en 102.700 a partir de les pagues a les seves famílies en els pressupostos de l'estat, que calculaven pressupostàriament que unes altres 100.000 moririen en el període 2024-2026.
Durant els 11 primers mesos del 2023, el nombre total de víctimes civils van ser de 2.000 morts i 11.000 ferits, segons les autoritats ucraïneses, per atacs de les Forces Armades de la Federació Russa, que van disparar 59.000 vegades contra zones poblades de 24 regions d'Ucraïna.
El ministre de defensa rus va afirmar, en una nota emesa per l'agència russa TASS l'1 de desembre, que Ucraïna havia perdut 125.000 tropes durant la seva contraofensiva, que Rússia va donar per acabada setmanes abans, sense aconseguir el principal objectiu. També va assegurar que Ucraïna havia perdut 16.000 armes.
Respecte a les morts contrastables de tropes russes, el canal de notícies rus Mediazone va actualitzar el seu recompte a 1 de desembre situant-les en 38.261 morts. La metodologia del recompte es basa en la identificació amb noms i cognoms a través de funerals, obituaris i tombes de soldats russos morts en combat a Ucraïna. Des de l'anterior actualització el 17 de novembre, van afegir més de 1.200 noms, havent detectat un increment de morts a Avdíivka i a la zona de Krinki a Kherson, on les forces ucraïneses havien travessat el riu Dniéper. L'estiu de 2023 va col·laborar amb Meduza per fer una estimació més enllà de les proves gràfiques, que situava les morts de soldats russos menors de 50 anys en 47.000.

### Morts accidentals derivades del conflicte bèl·lic
El 18 de gener del 2023 es va estavellar un helicòpter del Servei d'Emergències sobre una llar d'infants a Brovary, als afores de Kíiv, en el que viatjava el Ministre de l'Interior ucraïnès, Denís Monastirski, i la seva comitiva. Com a conseqüència de l'accident, van morir el propi ministre i 13 persones més (totes les 9 que viatjaven en l'helicòpter estavellat i 5 més a terra), i entre elles un infant. 11 infants més i 14 adults van resultar ferits i foren traslladats a l'hospital.
El 23 d'agost es va estavellar un avió privat Embraer propietat de Ievgueni Prigojin a la regió russa de Tver, entre Moscou i Sant Petersburg. Segons la companyia en el manifest de l'avió hi constava el nom de Ievgueni Prigojin, que estava previst que fos un dels 10 ocupants (7 passatgers i 3 de la tripulació). L'agència federal d'aviació de Rússia va confirmar la mort de Prigojin, així com del seu estret col·laborador Dmitri Utkin. També un canal de Telegram vinculat al Grup Wagner, Grey Zone, el va donar per mort en l'accident.
Tres pilots ucraïnesos van morir el 26 d'agost en una col·lisió aèria durant unes maniobres a la regió de Jitòmir, al centre-oest del país, entre dos avions de combat L-39.

### Pèrdues materials de vehicles i plataformes militars per bàndol
Les pèrdues reals dels dos contendents varies molt segons les fonts.
Segons les dades ofertes pel lloc web d'intel·ligència de codi obert (OSINT per les inicials en anglès) pro-ucraïnès Oryx, des de l'inici de la guerra i fins al 3 de juny de 2023, les pèrdues materials observades i recomptades per part d'ambdós bàndols són les següents (les xifres inclouen destruïts, danyats, abandonats i capturats):
| Tipus d'equipament perdut                  | Rússia | Ucraïna |
| ------------------------------------------ | ------ | ------- |
| Carros de combat                           | 2.011  | 514     |
| Blindats de combat                         | 869    | 280     |
| Vehicles de combat d'infanteria            | 2.379  | 548     |
| Transport blindat de personal              | 310    | 316     |
| Obusos (sumant remolcats i autopropulsats) | 637    | 288     |
| MLRS                                       | 202    | 45      |
| Bateries antiaèries terra-aire (SAM)       | 115    | 114     |
| Avions                                     | 82     | 67      |
| Helicòpters                                | 90     | 30      |
| Drons de combat                            | 243    | 127     |
| Vaixells                                   | 12     | 26      |
| Altres                                     | 3.588  | 1.148   |
| Total vehicles i plataformes               | 10.538 | 3.503   |

*Dades fins a 3 de juny de 2023
Les fonts militars respectives, el Ministeri de Defensa de la Federació Russa i el Ministeri de defensa d'Ucraïna, només llisten pèrdues del bàndol contrari. Des del 24 de febrer de 2022 fins a 14 de novembre de 2023 llisten les pèrdues següents:
| Tipus d'equipament                            | Rússia | Ucraïna        |
| --------------------------------------------- | ------ | -------------- |
| Tancs                                         | 5.362  |                |
| Vehicles blindats de combat                   | 10.086 |                |
| Tancs i altres vehicles blindats de combat    |        | 13.392         |
| Canons, morters i peces d'artilleria          | 7.589  | 7.084          |
| Vehicles Llançacoets MLRS                     | 882    | 1.184          |
| Avions                                        | 322    | 534            |
| Helicòpters                                   | 324    | 254            |
| Drons i altres vehicles aeris no tripulats    | 5.649  | 8.904          |
| Sistemes antiaeris                            | 580    | 441            |
| "Equipament miltar especial" (no especificat) | 1.081  | 15.254         |
| Vaixells                                      | 22     | no especificat |

*Dades fins a 14 de neovembre de 2023.
El 21 de gener del 2023, la intel·ligència estatunidenca va estimar en un total de 2.000 els tancs o carros de combat perduts pels russos (destruïts, abandonats o capturats).
Segons informacions aparegudes el 16 de juliol, les pèrdues ucraïneses en els inicis de la seva ofensiva al sud foren de prop del 20% de l'equipament militar en alguns casos, degut sobretot a les mines terrestres, cosa que va fer canviar l'estratègia de desminatge amb equipament especialitzat a desminatge manual per part de soldats durant la nit, alentint l'ofensiva que, en tot cas, seguia avançant especialment a nord i sud de Bakhmut i, força més lentament, als fronts del sud a Zaporíjia.
A 17 d'agost Rússia havia perdut un total de 41 unitats d'helicòpters d'atac Ka-52 (una tercera part de la flota que se suposava que Rússia tenia a l'inici de la guerra), que setmanes enrere havien estat molt útils per a Rússia a l'hora d'aturar els avanços de blindats ucraïnesos, però la incorporació de noves armes a les forces ucraïneses havia reduït el seu impacte.
Durant les 13 primeres setmanes de contraofensiva ucraïnesa, i segons les dades confirmades per Oryx, les forces armades del país només van perdre 5 dels 71 tancs de combat Leopard 2 de fabricació alemanya que havia rebut, i una desena patiren desperfectes i foren traslladats als tallers de Polònia i Alemanya. Es calcula que cap dels 20 membres de les tripulacions dels 5 tancs hi va perdre la vida.

## Sancions
Els països occidentals i altres van imposar sancions a Rússia quan va reconèixer la independència del Donbàs. Amb l'inici dels atacs el 24 de febrer, un gran nombre d'altres països van començar a aplicar sancions amb l'objectiu de paralitzar l'economia russa. Les sancions van ser d'ampli abast, dirigides a persones, bancs, empreses, intercanvis monetaris, transferències bancàries, exportacions i importacions:
- Unió Europea: En el matí del 24 de febrer, la presidenta de la Comissió Europea, Ursula von der Leyen, va anunciar l'adopció de sancions «massives» per part de la UE. Assenyala que aquestes sancions aniran dirigides a les transferències tecnològiques, els bancs russos i els actius russos.[491]
- Austràlia: El primer ministre Scott Morrison va anunciar prohibicions de viatge i sancions financeres selectives contra vuit membres del Consell de Seguretat Nacional de Rússia.[492]
- Estats Units: El president Joe Biden va declarar: «Estem aplicant sancions de bloqueig total a dues grans institucions financeres russes: V.E.B. (Vnesheconombank) i el seu banc militar». I va afegir: «Mentrestant, els Estats Units continuarà prestant assistència defensiva a Ucraïna».[493]
- Japó: Després de les sancions que va imposar a Rússia arran del reconeixement rus de les repúbliques populars de Donetsk i Luhansk —l'emissió i el comerç de nous bons sobirans russos al Japó—, el 25 de febrer, el primer ministre Fumio Kishida va anunciar un segon paquet de sancions contra el país invasor. Es va tractar de la congelació d'actius dels bancs russos Promsvyazbank, Bank Rossiya i el banc de desenvolupament econòmic de Rússia VEB, controls d'exportació de productes d'alta tecnologia com els semiconductors i la suspensió de l'emissió de visats per a determinades persones i entitats russes.[494]
- Letònia: El regulador dels mitjans de comunicació de Letònia, el Consell Nacional de Mitjans de comunicació Electrònics de Letònia (NEMMC), va prohibir l'emissió dels tres canals de televisió russos que continuaven emetent al país perquè suposava una «amenaça a la seguretat nacional». Segons un comunicat, va prohibir per cinc anys l'emissió de la cadena estatal russa Rossiya RTR, per quatre anys la de Rossiya 24 i per tres anys la de TV Centr International (TVCI). També va instar «tots els països de la UE a utilitzar les proves reunides pel NEMMC i a seguir l'exemple de Letònia restringint la retransmissió d'aquests programes».[495]
- Nova Zelanda: La primera ministra Jacinda Ardern i la ministra d'Afers exteriors Nanaia Mahuta van anunciar la suspensió dels compromisos diplomàtics d'alt nivell amb Rússia i la prohibicions de viatge dels membres del govern i altres relacionats amb la invasió i la prohibició d'exportació de béns a les forces militars i de seguretat russes.[496]
- Regne Unit: El primer ministre Boris Johnson va anunciar una sèrie de sancions en resposta a la invasió. Aquestes inclouen la congelació d'actius de 100 noves persones i entitats, un límit de dipòsits per als russos en comptes bancaris del Regne Unit i l'exclusió de tots els principals bancs russos del sistema financer britànic, inclòs el VTB Bank.[497]
- República de la Xina (Taiwan): El primer ministre Su Tseng-chang va anunciar que el seu país s'uniria als països democràtics per imposar sancions a Rússia.[498]
- Suïssa: En línia amb la Unió Europea, el govern suís va congelar els actius de 360 russos i quatre entitats jurídiques en una llista negra de sancions de la Unió Europea i també se'ls prohibirà entrar al país.[499] El 12 de febrer del 2023 es va conèixer que l'entitat financera Credit Suisse havia congelat un total de 19.000 milions de dòlars en actius russos.[500]

Durant el 2022, la UE va aprovar un total de nou paquets de sancions a Rússia per la invasió d'Ucraïna. A 12 de gener de 2023, Rússia havia rebut, des de la invasió de febrer de 2022, prop d'11.000 sancions de diversos tipus i països, passant a ser el país més sancionat al món, per davant de l'Iran, Síria i Corea del Nord. Les sancions van procedir dels Estats Units (1.822), Suïssa (1.609), Canadà (1.528), Regne Unit (1.414), Unió Europea (1.389), França (1.323), Austràlia (936) i Japó (880), segons les dades que recollides per l'entitat Castellum.AI. En general els països que van sancionar Rússia eren els que alhora proporcionaven armament a Ucraïna, tot i que hi havia excepcions: països com Japó, Nova Zelanda, Taiwan, Corea del Sud o Bulgària es limitaven a sancionar Rússia, mentre que altres com Turquia proporcionaven armament a Ucraïna però no establien sancions directes a Rússia. Els tipus de sancions eren molt variades: financeres, de béns i serveis, d'importacions i exportacions de gas i petroli, material de defensa, serveis de transport i tancament d'espais aeris, entre d'altres, a més de més d'un miler de sancions individuals a oligarques russos. En qualsevol cas el verificador de fets Newtral va valorar que els efectes de les sancions són rellevants, però no tant com s'esperava.
El 26 de febrer de 2023 la UE va aprovar el desè paquet de sancions, que introduïa més restriccions a l'exportació de tecnologia crítica i béns industrials, sacions per primer cop a 7 companyies iranianes, o la suspensió de les llicències a RT i Sputnik a les seves emissions en àrab. També per primer cop es van introduir sancions individuals contra persones responsables de la deportació i adopció forçada de 6.000 menors ucraïnesos.
D'entre les sancions a persones concretes, fou especialment paradigmàtic el cas de les imposades a Violetta Prigojina, mare de l'oligarca rus propietari del grup de mercenaris Wagner, Ievgueni Prigojin, que les va recórrer a la justícia europea, aconseguint que el 8 de març del 2023 el Tribunal General de la Unió Europea les deixés sense efecte, sentenciant que s'havien basat només en el parentiu.
Respecte a Sèrbia, aliat tradicional de Rússia, després d'assegurar tant l'estiu de 2022 com el gener de 2023 que mai no aplicarien les sancions occidentals a Rússia, el 13 de març el ministre d'economia del país balcànic va demanar al seu govern que s'ho plantegés davant «l'elevat preu que estava pagant en no fer-ho».
El 16 d'agost Belarús va denunciar el tancament per part de Lituània de dos passos fronterers, suposadament per la presència d'efectius del Grup Wagner. Polònia i Letònia havia estat reforçant també la frontera amb Belarús les setmanes anteriors pel mateix motiu i per la utilització de la immigració il·legal com a «guerra híbrida». Finlàndia va tancar els seus 1.300 km de frontera amb Rússia el novembre, mentre que Estònia va enllestir a mitjan desembre la segona fase de la construcció de la tanca frontera, començada a construir l'estiu del 2022, amb la finalització de 63 km dels 135 km de previstos.

### Exclusió del sistema SWIFT
Els ministres d'Afers exteriors dels estats bàltics, de Polònia i d'Ucraïna van demanar que s'exclogués Rússia del SWIFT, l'intermediari mundial per a les transaccions financeres dels bancs. Tot i que molts altres països membres de la Unió Europea i el Regne Unit s'hi van mostrar a favor, alguns socis comunitaris hi van ser reticents, tant perquè els prestadors europeus posseïen la major part dels gairebé 30.000 milions de dòlars d'exposició dels bancs estrangers a Rússia com perquè la Xina ha desenvolupat una alternativa a SWIFT anomenada CIPS; una militarització de SWIFT donaria un major impuls al desenvolupament de CIPS, la qual cosa al seu torn afebliria a SWIFT, així com el control d'Occident sobre les finances internacionals. El dia abans de la invasió, els Estats Units ja va confirmar que no formaria part del primer paquet de sancions que aplicaran a Rússia, però van advertir que no ho descartaven del tot.
En el segon dia de la invasió, Alemanya i Itàlia, els principals països que s'oposaven a excloure a Rússia del SWIFT, es van retractar de les seves postures i es van mostrar oberts a aplicar-lo tal com ho van anunciar el ministre de Finances d'Alemanya, Christian Lindner, i el ministre d'Afers exteriors d'Itàlia, Luigi Di Maio.
En el dia 26, el ministre de Finances de Xipre, Constantinos Petrides, també va anunciar en un tuit que donava suport a la mesura, tot assegurant que mai s'hi van oposar a cap mena de sanció europea. Hongria va ser l'únic país europeu que s'hi va oposar. El mateix dia, l'administració estatunidenca de Biden va anunciar que ho estaven valorant «seriosament». A la nit, la presidenta de la Comissió Europea, Ursula von der Leyen, va anunciar el segon paquet de sancions contra Rússia per la invasió que s'implementaria en els «dies vinents» en coordinació amb els Estats Units, el Regne Unit i el Canadà. Aquest paquet es tractaria de la expulsió d'algunes entitats financeres russes del sistema SWIFT, congelaria els actius del Banc Central Rus i en restringirà les seves operacions i prohibirà la possibilitat de comprar nacionalitats pels russos perquè no puguin esdevenir ciutadans d'altres països i evadir les sancions. Les sancions també incloïen la congelació d'actius al Banc Central de Rússia, que té 630.000 milions de dòlars en reserves de divises, per evitar que compensi l'impacte de les sancions i va implicar el gasoducte Nord Stream 2. L'1 de març, la quantitat total d'actius russos congelats per sancions ascendia a 1 bilió de dòlars.

### Tancament d'empreses i bloqueig comercial
Les principals empreses multinacionals, des d'Apple, Ikea, totes les cadenes del sector de la moda passant per ExxonMobil o General Motors, van decidir aplicar sancions a Rússia, actuant com a encarregats de fer complir la llei internacional en nom dels estats. Els governs ucraïnesos i occidentals han instat explícitament el sector privat global a ajudar a fer complir la llei internacional, i la UE, el Regne Unit i Austràlia també van demanar-ho a les plataformes digitals globals que eliminessin publicitat russa. Multitud d'empreses es van desvincular de Rússia per complir amb les sancions i restriccions comercials imposades pels estats d'origen, però també per si mateixes, més enllà del que exigeix la llei, per evitar els riscos econòmics i reputacionals associats al manteniment de vincles comercials amb Rússia.
Diversos països històricament neutrals, com Suïssa i Singapur, van acceptar sancions. Alguns països també van aplicar sancions a organitzacions i individus belarussos, com ara el president Aleksandr Lukaixenko, a causa de la participació de Belarús en la invasió.
Alemanya havia mantingut una política anomenada Ostpolitik, escollint dependre de l'energia de Rússia per mantenir relacions pacífiques amb Rússia i integrar-la a Europa, i permetent estalviar en despesa militar. En resposta a la invasió, el canceller d'Alemanya, Olaf Scholz, va decidir suspendre Nord Stream 2 i va anunciar una nova política d'independència energètica de Rússia admetent que l'Ostpolitik havia estat un fracàs.
El 27 de febrer, Putin va respondre a les sancions, i al que va anomenar «declaracions agressives» dels governs occidentals, ordenant que les «forces de dissuasió» del país —que incloïen les seves forces nuclears— es posessin en «règim especial de combat». Aquest nou terme va provocar certa confusió sobre què estava canviant exactament, però els funcionaris estatunidencs van admetre l'escalada de les tensions.
Els EUA van instituir controls d'exportació, una nova sanció centrada a restringir l'accés rus a components d'alta tecnologia, tant de maquinari com de programari, amb propietat intel·lectual dels EUA. La sanció requeria que qualsevol persona o empresa que volgués vendre tecnologia, semiconductors, programari d'encriptació, làsers o sensors a Rússia sol·licités una llicència, que per defecte es denegava.
Com a efecte de les sancions, les elits russes van traslladar fons per valor de centenars de milions de dòlars dels països sancionadors, com el Regne Unit i Suïssa, a països que no han imposat sancions, com els Emirats Àrabs Units.
El cas però de la francesa Auchan Retail fou un altre. Durant la invasió russa d'Ucraïna, l'empresa francesa de distribució alimentària s'hi va mantenir i fou acusada de donar suport a l'exèrcit rus amb entrega d'aliments. L'empresa va afirmar que les conclusions de la investigació duta a terme per Le Monde i publicades el 18 de febrer del 2023 eren infundades, i que s'havia limitat a assegurar les necessitats alimentàries bàsiques de la població i que van optar per no abandonar el seu personal al país i les seves famílies.
L'Oficina de Control d'Actius Estrangers dels EUA (OFAC) va iniciar una investigació el 2023 del banc austríac Raiffeisen, segon banc minorista del país, pel seu paper important en el sistema bancari rus, atès que no va abandonar-ne el mercat. El banc va tenir un benefici net global de 3.800 milions d'euros el 2022, 2.000 dels quals procedents dels seus negocis a Rússia, mentre que va rebre més de 20.000 milions de dipòsits de ciutadans russos. El febrer de 2023 el banc va assegurar que estava col·laborant amb l'OFAC, i que aportaria la documentació que se li havia sol·licitat en els següents mesos.

### Espai aeri

Rússia
Ucraïna
Territoris en disputa
Països que han tancat l'espai aeri als avions russos en resposta a la invasió

El 25 i 26 de febrer, Bulgària, Eslovènia, Estònia, Letònia, Lituània, el Regne Unit, la República Txeca, Romania i Polònia foren els primers països en prohibir l'entrada d'avions russos al seu espai aeri, cosa que va provocar la cancel·lació de nombrosos vols. En els següents dos dies, s'hi van unir la resta dels països de la Unió Europea, Albània, el Canadà, Islàndia, Noruega i Suïssa.
En resposta, Rússia també va prohibir l'entrada dels avions de tots els països que l'hi van tancar l'espai aeri com a mesura recíproca.

### Vet a la importació de petroli, gas i derivats russos
La Unió Europea va reduir la compra de petroli rus un 90% durant el 2022, reduint d'aquesta manera la dependència energètica de Rússia en aquesta matèria primera. Per la seva banda, la petroliera russa Gazprom va fer pública una reducció del 45,5% de les seves exportacions, excloent les ex repúbliques soviètiques. En el cas concret d'Alemanya, que el mes de març el seu proveïment de gas natural depenia un 40% de Rússia, va aconseguir reduir-lo a zero el mes de setembre.
El 3 de desembre la UE va aprovar un límit de 60 dòlars per barril a les importacions de petroli rus que entrés per mar. Per la seva banda, i a partir de l'1 de febrer del 2023, va entrar en vigor la reacció de Rússia de prohibir la venda de petroli als països que havien establert el topall de preu al petroli rus (G-7 -excepte Japó-, Unió Europea i Austràlia). Dies més tard, el 5 de febrer, entrava en vigor el vet a la importació de productes derivats del petroli russos, com la benzina i el gasoli.